# 終極一班3
《終極一班3》（英語：KO ONE Re-act），2013年台灣偶像劇，由八大電視及可米國際影視事業股份有限公司聯合製作。終極系列第五部，由汪東城、曾沛慈、SpeXial-子閎、SpeXial-明杰、宏正、偉晉、文雨非、黃安瑜、小猴（邵崇柏）、寒、脩、張皓明、那維勳領銜主演。故事延續終極系列第四部《終極一班2》結局中被雷婷和中萬鈞改變後的金時空未來，因此在本劇中戰力指數和KO榜也回歸。在2013年11月15日播畢。2014年6月23日推出第六部續作終極X宿舍。

## 故事大綱
汪大東，28歲，職業是維護時空秩序的異能行者。原本和亞瑟、小雨在各個時空當中執行任務，因為捅了簍子，所以被灸舞盟主派來調察在金時空出現的怪異現象，好將功贖過。金時空現許多戰力指數異常飆升的現象，讓KO榜出現劇烈的變動，以致於多方人馬爭鬥不休，原本已經停戰十年的金時空，變得紛擾不安，而這一切，似乎都與芭樂高中有關，盟主派出大東重新回到終極一班就讀，藉以從中調查戰力指數突然激增的原因。大東雖然千百個不願意，但在脩轉告大東，這是他最後將功贖過的機會後，也只好重新回到終極一班就讀（大東高中沒畢業）。
芭樂高中門口，出現挑釁的人馬，終極一班以雷婷為首，出面迎戰，在眾人一陣混亂的惡鬥中，雷婷一個轉身，就撂倒對方為首叫囂的人，雷婷與終極一班同學，趁勝追擊，激戰正酣之際，大東卻硬生生的闖進對決的範圍，雷婷一個攻勢在大東的眼前收住，大東順勢連人帶車甩出去，因為大東突然的闖進戰場，眾人一陣錯愕，挑釁的人馬見大勢已去，慌忙撤逃。終極一班眾人上前檢視這個天外飛來的「天兵」。在一陣鋪天蓋地的吹噓後，雷婷只想知道，大東是敵是友 。

## 播出時間
以下時間以當地時間（台灣時間）為準

### 首播
| 頻道                 | 所在地 | 播映日期        | 播出時間                  |
| -------------------- | ------ | --------------- | ------------------------- |
| 八大綜合台           | 臺灣   | 2013年7月5日起  | 每週五21:00-22:30         |
| Mio TV CH 502 佳樂台 | 新加坡 | 2013年9月7日起  | 每週六22:30-00:00         |
| J2                   | 香港   | 2014年3月22日起 | 每週六日18:00播出         |
| DATV                 | 日本   | 2014年8月19日起 | 每周二19:00～21:00（2集） |

### 重播
| 頻道               | 所在地   | 播映日期        | 播出時間                 |
| ------------------ | -------- | --------------- | ------------------------ |
| 八大綜合台         | 臺灣     | 2013年7月7日起  | 每週日13:00-14:30        |
| 八大綜合台         | 臺灣     | 2013年7月8日起  | 每週一13:00-14:30        |
| 八大綜合台         | 臺灣     | 2014年1月15日起 | 每週一至五21:00-22:00    |
| 八大綜合台         | 臺灣     | 2014年1月16日起 | 每週一至五24:00-01:00    |
| 八大綜合台         | 臺灣     | 2014年1月16日起 | 每週一至五12:00-13:00    |
| 八大綜合台         | 臺灣     | 2014年1月16日起 | 每週一至五15:00-16:00    |
| 八大綜合台         | 臺灣     | 2015年6月11日起 | 每週一至五20:00-21:00    |
| Yahoo!奇摩名人娛樂 | 臺灣     | 2013年7月12日起 | 每週五23:00至每週六12:00 |
| Yahoo!奇摩名人娛樂 | 臺灣     | 2013年7月12日起 | 隔週一14:30至隔週五22:59 |
| 土豆網             | 中国大陆 | 2013年7月5日起  | 每週五24:00更新          |
| 優酷網             | 中国大陆 | 2013年7月5日起  | 每週更新一集             |

## 登場人物

### 主要人物
| 演員                         | 角色                                                                                            | 介紹 | 戰力變化                                                                                    | KO榜                                          | 集數       |
| 汪東城                       | 汪大東鐵時空：夏蘭荇德．天(鬼龍)／葉赫那拉．宇策（葉宇策） 銅時空：Zack                         | 高階異能行者 史上最強高中生、十年前終極一班老大、雷克斯、安琪的青梅竹馬（詳見第一季）、雷婷的男友。 別稱：東哥、自大狂、天生的惹禍精。 個性:活潑豪爽、衝動又易怒、非常沒耐心、做事不經大腦、運動神經發達、正義感強烈、熱血滿腔、義氣第一。 28歲，終極一班裡戰力指數最高的人，有遇強則強遇弱則弱的特殊體質。慣用武器為「龍紋鏊」。 瞞著父母回芭樂高中就讀，目的是來執行調查禁藥的任務，也瞞著終極一班的同學執行任務。被學校的校長、主任、教官視為頭痛人物。 重情重義，對同學和朋友向來只守不攻。對自己的家人跟親人比自己還要好。 18歲時曾因時震穿越到10年後的金時空，認識了10年後的終極一班同學，返回原時空時雖失去穿越時的記憶，卻對部分同學有莫名的熟悉感。 (詳見終極一班2)起初因好強倔強性格和雷婷起衝突，卻總在緊要關頭為雷婷和終極一班的同學挺身而出。雖失去穿越的記憶，卻隱約記得來不及回應雷婷的一句話以及雷婷彈琴的旋律。與雷婷交往後常常在班上放閃。                                                                                  | 9000～11500+ →0（荷包蛋大戰）→11000+（終極一家恢复中）→15000+（10年後）→ 20000 （遇黑龍時） | 榜外 （10年前KO.3）                           | 全劇       |
| 曾沛慈                       | 雷婷（King）鐵時空：葉赫那拉．宇香(葉宇香) 銀時空：小慈（孫尙香） 銅時空：潔客 銀時空2017：大喬 | 高阶異能行者→假麻瓜（恢復中）→高階異能行者 現任終極一班老大、中萬鈞的青梅竹馬、大東的女友。 別稱：King、姓雷的小妹妹、路痴。 KO.3→KO.2，飆戰力指數時手上會出現能量球，擅長分析敵人的弱點。 18歲，雷氏集團的獨生女。芭樂高中的學生領袖，口頭禪是「我懶得...」，個性獨立淡漠，行事明快果決，有王者領袖的氣質，不拖泥帶水，以自己的方式守護著班上同學。處事風格冷靜沉穩。 眾人眼中的完美領袖。為了維持King的形象，不願在同學面前穿女裝。因左右不分常走錯路，所以被大東稱為「路痴」。十分不擅廚藝。擅長彈鋼琴，將琴棚視為私人領域，不許外人闖入，並只彈給親近的人聽。自幼父母雙亡、外公搬遷國外，青梅竹馬的中萬鈞及孫管家是其僅剩的重要家人。 歷史改變前曾向汪大東告白，卻未能得到回覆(詳見終極一班2)。因歷史重置，對改變前的歷史沒有記憶。一開始和大東不對盤，日漸相處之後，對大東有莫名熟悉的心動感覺。接受大東告白後交往。雖大東藉故分手，卻察覺大東提分手必另有內情，穿上「鞋鞋你愛我」找到身在鐵時空的大東，不顧脩的勸阻，堅持留在大東身邊。 | 9000+                                                                                       | KO.3                                          | 全劇       |
| 林子閎                       | 中萬鈞未知時空：萬雙龍 鐵時空：大戰人員 銅時空：項冥 銀時空2017：關羽                           | 高階異能行者→武屍→麻瓜→高階異能行者 雷婷的青梅竹馬 別稱：睡魔、萬萬。 KO.4→KO.1（因為中了不生不死之瘴，爆露），慣用武器為「玻璃彈珠」，能迅速的在1.32秒內擊倒敵人。 18歲，個性沉默內斂、冷靜又冷漠。父母早逝，妹妹小芹是他唯一的家人。討厭吃胡蘿蔔。沉默寡言，完全不在乎別人的想法，有一套自己的處事哲理，只跟想做朋友的人說話。從小喜歡雷婷，對雷婷十分了解，絕對不允許汪大東傷害雷婷。原戰力12000點， 原就讀榴槤高中，因禁藥亂榜擔心雷婷的安危，故轉學入芭樂高中。壓抑到8700點，後幫雷婷和大東擋下不生不死之瘴後成武屍。在眾人與東城衛合奏《奧菲爾之罪》後，洗去魔性，卻也因此失去記憶與戰力指數。最終想起雷婷，為了找尋雷婷的下落離開終極一班，現今戰力恢復到12000+，繼續當兵。 | 8700（壓抑）→12000（中了不死不死之瘴）→15000+（變成武屍）→0（洗去魔性，失去異能）→12000+    | KO.4 ↑ KO.1 ↑ KO.1（因中不生不死之瘴） ↑ KO.4 | 全劇       |
| 文雨非                       | 裘球鐵時空：吉吉如律．苓（吉如苓/小聾女） 銀時空：球兒 銅時空：尹小楓                           | 中高階異能行者 芭樂高中學生會會長 原KO.9，洗牌後成為KO.7，慣用武器為「神隱喵喵爪」。 18歲，與那個誰、花靈龍是很要好的朋友。 上課經常在畫畫，喜歡用認真的表情開玩笑，再用輕鬆的語氣說：「當然是假的啊~」，因為都是無傷大雅的玩笑，又是個可愛的女生，班上同學們都一笑置之，認為她就是小動物、無害。天生對謊話很敏感，只要是謊話，一聽就知道。 暗戀中萬鈞，意外向他告白，卻被拒絕。 | 7200                                                                                        | KO.7 ↑ KO.9                                   | 全劇       |
| 明                           | 花靈龍金時空神仙：筆靈 鐵時空：葉神（陳偉） 銀時空2017：周瑜                                    | 中高階異能行者 史上最美高中生 別稱：花少爺、小花。 原KO.6，洗牌後成為KO.5，慣用武器為「玲瓏水月錐心刺骨鏡」。 18歲，對於外在條件相當自戀，且善於察言觀色，總能查覺一些旁人忽略的細節。花氏企業繼承人，旗下擁有「花時間網咖」、「花不可出版社」、「花曼尼藥妝店」等多項產業。總是隨身攜帶鏡子，對於自己的外在條件相當自戀。因為家中有六位姐姐，從小被訓練要懂得尊重淑女。 外表溫柔多情，傳言其戀愛史豐富，週遭同學只要有戀愛方面的煩惱，都喜歡找他諮詢，但其實花靈龍連一次戀愛經驗都沒有。 | 8000～8500+                                                                                 | KO.5 ↑ KO.6                                   | 1-12,14-20 |
| 小猴 （邵崇柏） （強辯樂團） | 那個誰(胡以資)銀時空：呂蒙 銅時空：嚴睿                                                         | 中高階異能行者 存在感極低的駭客 原KO.8，洗牌後成為KO.6，慣用武器為「我敲我敲我敲敲敲之好棒棒」。 18歲，本名「胡以資」，使人就站在身旁，當事人亦無所覺，名字聽過就忘，長相也相當模糊，對於他的一言一行，大家常會用自然環境的因素合理化，只是依稀記得彷彿班上有...「那個誰？」因為總是出入於無形，又不引人注意，所以是國安局很想延攬的對象。喜歡厲嫣嫣。 | 7500~8000+                                                                                  | KO.6 ↑ KO.8                                   | 1-12,14-20 |
| 羅宏正                       | 辜戰鐵時空：呼延覺羅．蒼芎（呼延蒼芎） 銀時空：黃忠 銅時空：勾追                                | 高阶異能行者 北香蕉三人組之一、獨孤狼之子（詳見終極一班4） 別稱：戰、辜單戈、阿戰。 與雷婷並列KO.3，慣用武器為「豬狗不如強強棍」。 18歲，擁有灰藍色般難以親近的高傲感，脾氣倔強、性格好戰，目中無人眼高於頂，自命不凡，行為相當我行我素。外人眼中，他冷血、殘酷、城府深，讓人望而生畏，實則善良正義且十分孝順，說話常一針見血，其實只是不善於表達感情。食量大、進食速度快的超乎常人，但討厭吃甜食。從小與母親相依為命，其實很缺錢，富有生意頭腦，幫朋友做事都要以金錢作交易。小時候被汪大東出手相救，從此視汪大東為超越的目標，曾以超強複寫紙，藉口讓汪大東的簽停戰協議書得到汪大東的簽名照，是汪大東的秘密粉絲。 喜歡裘球，但裘球認為辜戰不喜歡她（因為裘球曾經在17集時貼在他的胸前測試，但發現他的心跳並沒有加速）。常常對止戈惡作劇，看著止戈團團轉又想不透的表情，他總是樂不可支。 | 9000+                                                                                       | KO.3→KO.1                                     | 1,4-20     |
| 黃偉晉                       | 止戈鐵時空：葉聖 銅時空：王大衛 銀時空2017：劉備                                                | 高阶異能行者 北香蕉三人組之一、止不住集團的少爺 別稱：阿武同學、小戈。 KO.2，招式以防禦為主，慣用武器為「刑天盾」。 18歲，個性溫和，單純、善良，書卷氣質，皮膚白皙，待人有禮，和平主義者。喜歡甜食，口頭禪「對不起，我不是故意的」。 經常被辜戰戲弄，不過脾氣很好的他，通常一笑置之，因為不管怎麼樣，他認為「辜戰一定是對的」，想要一直陪伴在他身邊，也常為滿足他的需求而偷家裡的東西。因辜戰要進終極一班的決定來的非常突然，只好暫且隱瞞父親已轉學的事。喜歡蔡雲寒。 | 5800~6500（壓抑）→10000+（為了保護辜戰暴露）                                                | KO.2                                          | 1,4-20     |
| 黃安瑜                       | 厲嫣嫣                                                                                          | 中阶異能行者 北香蕉三人組之一 別稱：厲媽媽。 原KO.10，洗牌後成為KO.8，慣用武器為「素絲羽衣傘」。 18歲，個性孤僻、話不多，對奶類製品過敏。心思細膩，能對週遭的人事物觀察入微，而發現那個誰的存在，並察覺中萬鈞遭不生不死之瘴入侵後的異樣。 雖然渾身散發出一股陰森的神秘感，但其實內心渴望友情，後因辜戰而與裘球成為好朋友。一直都知道那個誰對自己的感情，暗戀辜戰卻不敢表白。 | 7000+                                                                                       | KO.8 ↑ KO.10                                  | 1,4-20     |
| 張皓明                       | 金寶三鐵時空：任秂完弄．晨文（任晨文） 銀時空：蔣幹 銀時空2017：蔣幹                            | 史上最強牆頭草及最老高中生 中階異能行者→麻瓜 別稱：寶三哥、老大。 30歲，終極一班的萬年班長，搞笑角色，芭樂高中最老的高中生，外表粗獷，內心膽小、欺善怕惡、喜歡依附強者、典型牆頭草性格。 總是見一個愛一個，除了喜歡到處向漂亮女生告白之外，也曾在10年前遭受"痛不欲生實話鞭"的鞭打下，招認其實很欣賞汪大東。 雖然平常看起來很欠扁，卻是終極一班不可或缺的甘草人物。 | 6000→0（被大東打到變成麻瓜又內傷）                                                          | 前KO.135 （金錢購買） ↑ 前KO.14（20年前）     | 全劇       |

### 芭樂人物
| 演員   | 角色 | 香港配音 | 介紹 | 戰力變化                                                                  | KO榜           | 集數              |  |
| 那維勳 | 斷腸人（紅龍/段常仁）鐵時空：葉赫那拉．思仁（葉思仁） 銅時空：日音王（王日音）                          | 黎家希   | 高階異能行者→麻瓜→超高階異能行者/心靈操控者 十年前終極一班班導、風雨斷腸攤攤販、芭樂高中福利社老闆校工 1972年生，40歲，武力裁決所七大創始人之一。原為高階異能行者，後自廢武功以保性命，因七條龍遭遇某隕石擊落，各得到不同能力，而第二人格瘋龍得到的能力是可以操控人，斷腸人為此自廢武功以保其他五條龍殺了自己。 其所擺設的攤子能做出任何一道菜餚，而對後輩都喜歡以「小朋友」作爲稱呼。 目前在芭樂高中福利社就近支援汪大東辦案，最近頻繁出現一些自己不記得做過的事，誤認為更年期記性不好，實是黑龍所為。 後被弟弟誣陷販賣禁藥而遭警方逮捕，經蔡雲寒解釋才得以平反獲釋。 金寶三為了分辨出真假斷腸人，與其約定使用猜拳暗號：「人在江湖飄，哪個不挨刀呀，一刀、兩刀、三刀，我切！」數字越小則代表贏。而斷腸人必須猜出較大的數字，因為黑龍不喜歡輸的感覺（其實還有另一個辦法可以分辨出真假，就是斷腸人左耳會戴上黑色耳環，而黑龍則沒有）。 後來在自己的攤子前面，莫名被李秘書攻擊致受傷吐血。 由於黑龍使用福利社的電腦在社群網站上罵人，導致自己被誣告攻擊他人，而在做筆錄時因黑龍使用暗器暗算警察，更被控襲警遭警方拘留。                                    | 30000+（20年前）→0（自廢武功）→250000+（瘋龍人格覺醒後）                  | 榜外           | 1-2,5-7,9-20      |  |
| 那維勳 | 黑龍（段曉仁）鐵時空：葉赫那拉．思偍（葉思偍） 銀時空：孫堅 銅時空：日月王（加百列） 銀時空2017：趙錢孫 | 黎家希   | 魔化異能行者→麻瓜→高階異能行者 終極一班1大魔王 1972年生，40歲，武力裁決所七大創始人之一，斷腸人的雙胞胎弟弟。 原為金時空大魔王與魔化異能行者，十年前因跟汪大東、王亞瑟、丁小雨、雷克斯等人的大戰，最後成魔失敗變成麻瓜。（詳見終極一班） 是販賣Hell Vision擾亂KO榜的藥頭，從精神病院逃出後，打扮成哥哥的樣子混淆眾人視聽，並用計使哥哥被警方逮捕。身分曝光後與終極一班等人展開對決。他本應喪失的戰力指數在不明原因下恢復。 不喜歡輸的感覺，一直很想把難以對付的大東殺掉。 後在廣播室內聽見門外的止戈與零零二對話，得知他能閱讀《金筆點龍》。 因使用福利社IP在社群網站上罵人，導致斷腸人被誣告，本想讓他在做筆錄時逃走而使用暗器，卻弄巧成拙害哥哥遭警方拘留。 後來偽裝成斷腸人騙止戈打開封印之門，並挾持辜戰逼他撕開封印，導致中萬鈞而遭蟲洞內的不生不死之瘴入侵，後更將變成武屍的萬鈞收為己用。雖然戰力指數並不輸終極一班，但始終還是怕大東。 在眾人演奏《奧菲爾之罪》時打傷花靈龍企圖阻止演奏，卻被辜戰使用漫步在雲端牽制而放棄。最後聽哥哥的話幫助終極一班，因此故意阻撓眾人進入廣播室，後欲送Hell Vision讓眾人增加戰力指數，但全被狠狠丟在地上拒絕。 | 25000+→50000+（魔化）→85000+（齐齐成魔吧）→0（荷包蛋大戰）→35000+（恢复） | KO榜幕後主使者 | 7,9-10,12,14-20   |  |
| 寒     | 蔡雲寒（金剛姐姐）鐵時空：韓克拉瑪．寒/ 韓克拉瑪．冰心 銀時空：大喬（喬瑋）                             | 張惠雯   | 高阶異能行者 現任終極一班班導 汪大東、金寶三 十年前的同學，慣用武器為「痛不欲生實話鞭」。 生日為1985年12月24日，28歲，魔羯座，原為南區分局辦案效率最高與證照最多的刑警，並持有甲級廚師、急救員、職業怪手、不動產估價、指甲彩繪、婚禮顧問、寵物美容、教師資格、魔術師和禮儀師等證照。卻為了自己的姻緣而回終極一班擔任導師。 有強迫症，受不了排列不整齊的東西和邋遢的穿著，只要看到曹吉利與學生服裝儀容不整就會忍不住動手調整。 上課時規定學生要帶課本，不會干涉學生是否要考大學，也可以做自己的事，若干擾到她教學，小心會有粉筆飛過來。 另有非常嚴重的花粉症，無論收到的花是真是假都認為有人要對自己不利。沒異性緣，目前還沒交男朋友，止戈喜歡的對象。 | 7400+→11000+（10年後）                                                    | KO.7→榜外      | 1-13,15-16,18-20  |  |
| 陳乃榮 | 曹吉利銀時空：曹操                                                                                      |          | 異能行者与拔魔戰士的混血儿→麻瓜 陽光純情的體育老師，任務優先的拔魔戰士 32歲，身高181公分，國立體育大學第一名畢業。外型上有點不修邊幅，常常把運動褲拉的很高，領子也總是沒翻好，頭髮是自然不做作的隨意亂翹路線。 這一切讓蔡雲寒幾乎抓狂，總會忍不住伸手幫他整理。雖然一開始被嚇到，但隨著長時間的相處也似乎對她產生情愫而展開追求，卻因其不解風情而屢屢失敗。 並將辜戰和止戈視為情敵，但兩次比較後都慘遭完敗。 但這些都是為了隱藏自己身分刻意做出來的假象，真實身分是奉灸舞盟主命令追查葉思偍下落的拔魔戰士（與異能行者的混血兒），為了引出讓中萬鈞變成武屍的幕後主使，搶了汪大東從盟主那拿來的盟主保記丸，與羊糞一起吃下肚。因為眼中只有自己的任務，不會顧慮他人，身分見光後一直與同樣在執行任務的汪大東不對盤。 最後使用拔魔島的致命絕招與魔俱毀把葉赫那啦．思偍的魔性削弱了一半，但卻因此戰力指數散盡，變成麻瓜。 | 8000（拔魔戰士與異能行者的混血兒）→0（與魔俱毀）                          | 榜外           | 3,6-7,9-13, 15-20 |  |
| 夏靖庭 | 賈勇 鐵時空：斬魔獵士 銀時空：呂伯奢                                                                    | 馮瀚輝   | 芭樂高中校長 海軍陸戰隊的福利社退伍軍人，為人好大喜功。十年前為訓導主任，如今已當上校長。 討厭終極一班，跟汪大東可說是水火不容，結果其復學讓他頭又暈了起來。 | 麻瓜                                                                      | 榜外           | 1,3               |  |
| 葉蕙芝 | 古文靜 銀時空：魅娘                                                                                     | 張惠雯   | 教務主任 原為芭樂高中最資深的國文老師，喜歡賈勇，現為賈勇之妻。 看到帥哥男老師會忍不住靠上去，討厭田欣與終極一班。 | 麻瓜                                                                      | 榜外           | 1,3               |  |
| 簡漢宗 | 蘇布啟 鐵時空：古拉依爾．宙王/信哥 銀時空：曲棍球裁判                                                   |          | 教官 人生的第一份工作就是在芭樂高中擔任教官，個性膽小怕事，過了十年依然沒變。 與賈勇、古文靜到終極一班時仍舊會全副武裝，非常害怕終極一班。 | 麻瓜                                                                      | 榜外           | 1,3,7             |  |

### 芭樂同學
| 演員   | 角色                                                        | 香港配音 | 介紹 | 本劇劇終戰力 | 戰力變化  | 集數            |
| 巴鈺   | 阿雞師 鐵時空：小情侶 銀時空：東漢書院的老師 銅時空：詹姆絲 | 楊婉潼   | 歷史改變前為菜市場「終極一街」的大姐頭（詳見終極一班2）。 改變後為終極一班的學生之一，自稱18歲，綽號阿娘，真實年齡不詳。 打扮的很花俏，沒異性緣，副業很多，經常缺課。 非常迷戀帥哥，看到帥哥會不自覺巴上去毛手毛腳。討厭金寶三。 |              | 未知      | 2,5,14-15,17,20 |
| 勁宥   | 簡不斷                                                      |          | 金寶三的跟班，個性頗拖泥帶水。 |              | 麻瓜/未知 | 1-12,14-20      |
| 王柏人 | 李來亂                                                      |          | 金寶三的跟班，講話不清不楚，常會傳錯話或聽錯字。 因為金寶三做白日夢，初吻被金寶三奪走。 |              | 麻瓜/未知 | 1-12,14-20      |
| 王惇鈴 | MissA                                                       |          | 班上的三位女同學。 |              | 麻瓜/未知 | 1-12,14-18,20   |
| 游念育 | MissB                                                       |          | 班上的三位女同學。 |              | 麻瓜/未知 | 1-12,14-18,20   |
| 李明臻 | MissC                                                       |          | 班上的三位女同學。 |              | 麻瓜/未知 | 1-12,14-18,20   |
| 吳振毓 | 巫喔                                                        |          | 悲觀主義，總是隨身攜帶聽診器檢查自己的健康，任何事都會往絕望、悲觀的方向去思考。 打架前都會很擔心萬一把對方打傷會讓其父母傷心，但其實每次最後被打掛的都是自己。                                                                  |              | 1000      | 1-12,14-18,20   |
| 黃韋智 | 白諸                                                        |          | 三個圓滾滾的胖子，合稱「三隻小豬」，因誤信2012世界末日謠言而吃的太胖無法減重回來。雖然如此身手卻相當靈活，無時無刻都在扭來扭去，圓滾滾沒有威脅性的外表意外有女性緣。 無武器，但備戰狀態時三人會站成一排，手會呈現豬蹄狀。        |              | 250       | 1-12,14-18,20   |
| 周秉寬 | 黑諸                                                        |          | 三個圓滾滾的胖子，合稱「三隻小豬」，因誤信2012世界末日謠言而吃的太胖無法減重回來。雖然如此身手卻相當靈活，無時無刻都在扭來扭去，圓滾滾沒有威脅性的外表意外有女性緣。 無武器，但備戰狀態時三人會站成一排，手會呈現豬蹄狀。        |              | 250       | 1-12,14-18,20   |
| 謝武龍 | 金華諸(睡睡幫)                                              |          | 三個圓滾滾的胖子，合稱「三隻小豬」，因誤信2012世界末日謠言而吃的太胖無法減重回來。雖然如此身手卻相當靈活，無時無刻都在扭來扭去，圓滾滾沒有威脅性的外表意外有女性緣。 無武器，但備戰狀態時三人會站成一排，手會呈現豬蹄狀。        |              | 87        | 1-12,14-18,20   |
| 黃緯豪 | 點不小 鐵時空：H聯盟的人 銅時空：拳擊手                     | 黎家希   | 花靈龍身邊的跟班，塊頭非常大，膽子卻特別小。淨高194CM。 |              | 麻瓜      | 1-12,14-18,20   |

### 其他人物
| 演員            | 角色                                                          | 香港配音 | 介紹 | 本劇劇終戰力 | 戰力變化                                                                                         | KO榜                | 集數                  |
| 阿西 （陳博正） | 汪天養 鐵時空：夏蘭荇德．流（夏流） 銀時空：董卓 銅時空：幽王 |          | 高階異能行者→魔化異能行者→低階異能行者→高階異能行者 汪大東父親，人稱「刀瘋」。 為了兒子，曾將分佈在世界各地的影子槍手調來擺出刀鋒槍陣。 現為牧師，並設有庇護所，也是武力裁決所唯一懼怕的人物。（詳見終極一班） 經常很神祕的接聽電話，也因此被老婆懷疑在外有小三，卻以祈禱為由成功瞞住她。 因好心幫助孫堅（葉赫那啦．思偍），導致被逐漸魔化。魔化後六親不認，將自己的漂亮老婆打傷並追殺斷腸人。後與曹吉利短暫交手過，因畏懼他手中的拔魔斬而逃逸無蹤。 決戰時和大東一同被葉思偍困在混沌之區，後因親情抵抗魔性恢復正常而成功逃出。 曾為救回小時候調皮玩耍從頂樓跳下來的大東，而用了元神渡命使戰力指數無法再回到巔峰；這次為救回刀鬼不惜再度使用，戰力指數降至100，最後靠時空分身將戰力指數恢復到45000點。是第一個使用兩次元神渡命的人。 |              | 35000+→15000（第一次元神渡命）→20000+（被魔化）→100（第二次元神渡命）→45000+（夏蘭荇德．流恢復） | 榜外                | 1,10-11,17-20         |
| 阿嬌 （謝雅琳） | 曾美好                                                        | 曾慶珏   | 高階異能行者→麻瓜→高階異能行者 汪大東母親，人稱「兵器之母–刀鬼」。 是首屈一指的武器專家，其著作為《兵器大全》，也是「速還針」與「好個金絲線」的創始者。（詳見終極一班、終極一班2） 似乎認識止水。見過雷婷後即認定她是汪家未來的媳婦，並向其爆料大東曾在幼稚園時，對一個誤認為女生的可愛小男生告白。自從大東受傷後就很歡迎雷婷到家裡探視。以前很嚴格，脾氣不好，現在改很多。 雖懷疑老公在外有小三，卻被他以祈禱為由騙了，而不再懷疑。 後使用鎖情絲欲牽制住魔化後的刀瘋，無奈被其所破，因為不敵而被鎖情絲的反噬之力導致重傷。最後雖被刀瘋以元神渡命救回，戰力指數卻已散盡，後恢復至25000點。 |              | 25000+→0→25000+（恢復戰力後）                                                                    | 榜外                | 1,8,10-11,13,18-20    |
| 許亞琦          | 中小芹                                                        | 楊婉潼   | 中萬鈞的妹妹，期盼十五歲時可以像雷婷一樣勇敢，於三年前因意外失足過世。 |              | 已歿（麻瓜）                                                                                     | 榜外                | 1,3-4                 |
| 巫建和          | 小煜                                                          | 杜景煜   | 低階異能行者 中萬鈞在榴槤高中時的好友，經常被惡霸欺負，而十分崇拜曾對他伸出援手的萬鈞。 但因萬鈞一聲不響的離開，再度被傷害而心存怨懟。後來在與中萬鈞決鬥時二度服用Hell Vision，而產生副作用受傷，被萬鈞所救之後痛改前非並和好。 |              | 200~300 →5300→7200 （服用Hell Vision後）                                                         | 未知                | 2-3                   |
| 王自強          | 老孫 鐵時空：時空列車司機                                     |          | 雷婷的管家，負責其食衣住行，同時也是她重要的家人。 為了幫雷婷彌補失約的遺憾，而買了音樂會的票讓她與中萬鈞一起去聽。 |              | 麻瓜                                                                                             | 榜外                | 3,6-7,16-17           |
| 秦楊            | 止水（登龍） 銅時空：王阿天                                   |          | 高阶异能行者 止戈的父親、商場大亨、49歲 在業界頗具知名度，擁有精準判斷和執行力。聰明絕頂、手段高明，只要是自己立定的目標，不管是多險惡貧瘠的環境都能從中取得饜足。 對兒子非常信任，並給予最好的生活，在他心中，止戈永遠是聰明聽話又老實的好孩子。雖然家中常有東西莫名不見，卻相信是兒子偷偷帶去給女朋友，而總是睜一隻眼閉一隻眼。 發現兒子偷偷轉學到芭樂高中後非常痛心，因捐給香蕉高中的大筆金錢回不來了...。 後來誤會厲嫣嫣是止戈女友，在一次機會下把止戈幫辜戰準備的便當擺設成愛心便當。 常為一些小事及怪異原因莫名生氣。 得知兒子喜歡蔡雲寒後，認為其警察身分樹立眾多敵人、怪異家世、進過KO榜的就是混混，以及姐弟戀的辛苦而無法認同。但因止戈堅持，且自己也是姐弟戀情況下爽快答應，並全力支持。 為了試探李秘書是否有戰力指數，關閉電扶梯開關使他從電扶梯上跌落而波及自己造成頸部受傷。後策動秘密任務再次試探，欲阻止毆打的人卻也慘遭毒手。 幫辜戰處理母親治療的相關事項時，見到辜媽媽卻顯得驚訝，疑似早就認識。 得知止戈擁有一萬點戰力指數後感到震驚，不想要兒子身陷江湖而希望他自廢武功。其實是武力裁決所七條龍之一的登龍。 |              | 25000~35000+                                                                                     | 榜外                | 4,8,11-12,14-16,18-19 |
| 應采靈          | 辜靜                                                          | 曾慶珏   | 辜戰的母親、止水的高中舊識（詳見終極一班4） 經營早餐店，獨自扶養辜戰長大成人。希望他能夠多交些朋友，不要再跟人打架。 看了胸腔科，發現得了肺腺癌末期後，非常捨不得辜戰。 將身世之謎的真相隱瞞後，便因病而過世。 |              | 已歿（麻瓜）                                                                                     |                     | 5-6,16-18             |
| 安唯綾          | 花伏龍 銅時空：香晴                                           | 楊婉潼   | 麻瓜(未開發高階異能行者) 花靈龍同父異母的五姊、花仙子女子大學學生 花家五千金，外表美豔動人，舉止言談得體，全身上下都散發著名媛千金的氣息，和外人講話時總給人柔弱無骨的嫵媚感，但其實相當聰明懂得利用人心。 在路上被金寶三等人搭救後，自稱叫自己「芙蓉」（本名諧音）即可，並答應隔日帶同學聯誼，但都是自己「事後謙稱」不是個個都很漂亮的同學，弟弟看到後想法則是【的確不是「個個」，而是沒有「一個」啊......】。 原想因弟弟犯錯（看到自己後落荒而逃）而打他，但在點不小求情下（還有剛做好的指甲）改成「擦一千多雙高跟鞋」。對花靈龍而言，其拳頭至少有500磅重。 從小教導弟弟：「要為全天下的少女服務，要日日自強不息，成為外表跟內在都完美的男人」/「女人是水做的，男人都是糞土」。 某日早上與弟弟一同從家門出來，湊巧被金寶三看到，因而誤會兩人同居。 雖聲稱沒有戰力指數，卻能一眼看出弟弟打不贏汪大東。 後來在街上遭四個小混混調戲時，被曹吉利所救。 |              | 0（潛力11000+）                                                                                  |                     | 7-8,15                |
| 夏宇童          | 蘿小莉                                                        | 陳姻岐   | 異能行者 原KO.7，洗牌後排名被剃除，慣用武器為「八爪留心錘」。 香蕉高中學生，喜歡辜戰，被他稱為「黏皮糖」。 以為裘球對辜戰有好感，醋勁大發而對她向下挑戰。在決鬥時被察覺戰力指數不如她，事實上排名是服用Hell Vision增加戰力指數取得。 與裘球和厲嫣嫣決鬥時服用7顆，戰力指數提升至11800點。 事後辜戰聽從裘球建議對她表明：「你的心意，我知道了，謝謝你喜歡我，可是很抱歉，我沒辦法接受你的感情」無奈中放棄。之後將留有藥頭電話的手機交給辜戰，助眾人追出黑龍才是藥頭。 |              | 4800→7800 →11800（服用7顆Hell Vision後）                                                         | 原KO.7 （禁藥亂榜） | 9-10                  |
| 高麗虹          | 胡媽媽                                                        | 曾慶珏   | 那個誰（胡以資）的母親。 與那個父離婚之後獨自帶著那個誰生活，直到兒子18歲認識了政治家，而決定再婚。 受大東與雷婷之邀參加「終極音樂會」，得知那個誰很會打鼓後對於不了解兒子感到很內疚，也不希望兒子為了自己的幸福而放棄最喜歡的打鼓。 |              | 麻瓜                                                                                             | 榜外                | 9                     |
| 增山裕紀        | 李秘書                                                        | 杜景煜   | 高階異能行者 平時是替止水辦事的秘書，有時則充當司機接送止戈上學。 於第13集跑到斷腸人攤子攻擊斷腸人並與辜戰決鬥。 因止水想試探其有無戰力指數而以電扶梯測試，結果從電扶梯上摔下來，導致止水頸部受傷。後來遭止水策動的秘密任務而被毆打。至全劇及續作終極一班4全劇播畢仍沒有交代真實身份。 |              | 9000～10000                                                                                      | 榜外                | 13-16                 |

### 客串人物
| 演員   | 角色                                             | 介紹 | 本劇劇終戰力 | 戰力變化                     | KO榜  | 集數         |
| 殷悅   | 田欣                                             | 麻瓜→1000000(未開發超高階異能行者) 十年前終極一班的英文老師與班導，大東的夢中情人。 父母為前任武林盟主，是百年難得一見的練武奇才，弟弟為田弘光(前KO.1)。 其潛力將近100萬點（詳見終極一班）。 其真身早在八年前結婚與丈夫移民國外，並生下2個女兒。 遭神秘人物指示假扮成冒牌貨混進學校，在校長搜查違禁品時丟出Hell Vision欲陷害汪大東，並偷拍大東、萬鈞與雲寒聚餐的照片，製造大東喝高粱而違反校規的假象，目的是將他趕出芭樂高中，被汪大東無意間識破。 其冒牌貨在被揭穿身分後，偷偷的創立了「把汪大東趕出芭樂高中」的粉絲專頁，並私訊神秘人一定趕走汪大東事後於第五集被雷婷看到專頁誤以為汪大東紅到被全校討厭，但一直到全劇播畢除了真身沒有交代真實身份之餘，冒牌貨的身份與背後的神秘人物也沒有下落，於終極一班5在透漏為瘋龍假扮。 |              | 未知                         | 榜外  | 1-3,5        |
| NONO   | 薩必四                                           | 異能行者 KO.79，慣用武器為扳手，是西瓜高中的「高三生」。 帶人來芭樂高中挑釁，把「King」稱作為「Key」，並持有Hell Vision。 最後被雷婷、花靈龍與那個誰打敗。 |              | 3000→4000(服用Hell Vision後) | KO.79 | 1            |
| 小炳   | 緊衣衛成員                                       | 歷史改變前為流浪漢（詳見終極一班2），改變後為芒果高中緊衣衛第9名成員，到芭樂高中挑釁兩次都被中萬鈞擊敗。『九把刀』中代表「真嘮叨」。 |              | 1500→2500+                   | 未知  | 3,16         |
| 吳震亞 | 緊衣衛老大 鐵時空：流氓老大 銀時空：田豐(田元皓) | 芒果高中緊衣衛的老大。 每每跟雷婷嗆聲都會結巴、岔音，『九把刀』中代表「手刀」。 第二次挑釁時，雖然厚厚脂肪幫他擋下了中萬鈞的第一拳，但因第二拳擊中頭，最後仍被擊倒。 |              | 1500→2500+                   | 未知  | 3,16         |
| 李炳輝 | 摸骨師                                           | 幫蔡雲寒算命的摸骨師，實際上是從精神病院逃出來的老伯。 |              | 麻瓜                         | 榜外  | 3            |
| 馬利歐 | 史仁強 銀時空：牛輔                              | 蔡雲寒任職於警局南區分局的隊長，為人非常的好大喜功。 在作筆錄時被黑龍暗算，誤會是斷腸人所為。 |              | 麻瓜                         | 榜外  | 3,7,10,15-16 |
| 劉行   | 黑狗 銀時空：趙督郵                              | 在十年後的歷史改變前為刺青師傅（詳見終極一班2）。 去地下道找琴師的麻煩時，被辜戰、止戈與厲嫣嫣三人擊敗。 |              | 麻瓜                         | 榜外  | 4            |
| 羅啟紘 | 夾娃娃機老闆                                     | 歷史改變前為販賣髮飾的路邊攤老闆（詳見終極一班2）。 改變後為大東雷婷光顧的夾娃娃機店老闆，由於大東一直夾不到熊布偶，但被其堅持所感動，欲開價200元直接賣給大東被拒絕。 |              | 麻瓜                         | 榜外  | 13           |
| 小不點 | 魔幻吧噗老闆                                     | 歷史改變前為花靈龍的長工二人組“小不點”（詳見終極一班2）。 改變後為魔幻吧噗老闆，特徵為騎著摩托車、頭戴一頂冰淇淋造型的安全帽，裘球和辜戰想但又因為他的神出鬼沒，而搞得一個頭兩個大，但也促成養眼的曖昧情愫。 其販賣的冰淇淋口味是鹹的。 |              | 麻瓜                         | 榜外  | 16           |
| 未知   | 小大東                                           | 異能行者，10歲左右，小時候的大東。曾經受不了別人對父親的言語攻擊，而把別人全家打傷住進醫院。 |              | 3000                         |       | 20           |
| 謝飛   | 小辜戰                                           | 異能行者，8歲，小時候的辜戰。在媽媽的擺攤遭人挑釁而暴怒，最後被汪大東所救，因此激發自己變強的動力，自己則變成了汪大東的秘密粉絲。 |              | 2000                         |       | 12           |

### 十年前金時空提及人物
| 演員   | 角色                                         | 介紹 | 戰力變化 | KO榜    | 集數           |
| 辰亦儒 | 王亞瑟 鐵時空：古拉依爾．蘭陵王（蘭陵王）    | 高階異能行者→魔化異能行者→麻瓜→高階異能行者 汪大東好友，十年前終極一班的學生。 被大東稱為「自戀狂」，人稱「亞瑟王」，武裁所創始人之一土龍的兒子。從西區太平高中轉來終極一班，慣用武器為「石中劍」。 目前被灸舞盟主派往銀時空執行任務，任務結束後，現今回到金時空。         | 9000~9500+（原） →0（荷包蛋大戰）→11000+（恢复中） →32000+（10年後）→42000+（可控制石中劍）                            | 前KO.3  | 僅在對話中提及 |
| 炎亞綸 | 丁小雨 鐵時空：灸亣镸荖．舞（灸舞）          | 高階異能行者→麻瓜→高階異能行者 汪大東好友，十年前終極一班的學生。 人稱「耐打王」、「要命的小雨」，孤兒，武裁所創始人之一雨龍的遺孤。從南區轉來終極一班，擁有核彈般力量的左拳是他的武器，右拳更比左拳多出十倍威力，加上武器阿瑞斯之手，戰力指數瞬間加乘。                   | 8500~9100+（極限） →13000~17500+（阿瑞斯之手）→0（荷包蛋大戰）→11000+（恢复中） →22000+（10年後）→35000+（阿瑞斯之手） | 前KO.4  | 僅在對話中提及 |
| 唐禹哲 | 雷克斯 鐵時空：夏蘭荇德．宇（夏宇）/鬼鳳     | 高阶異能行者→魔化異能行者→麻瓜→高阶異能行者 汪大東從小一起長大的好朋友，十年前終極一班的學生。 人稱「戰神」，慣用武器為「阿瑞斯之手」。 遭到黑龍暗算，而成為「武屍．奪」，後被金筆客所救，暫時制住心中的魔。最後因黑龍成魔失敗後失去戰力指數，而自己的戰力指數也跟著消失。 | 10000+→15000（成為武屍．奪）→0（荷包蛋大戰）→11500+ →35000+（10年後）→40000+（雷屬性加成+5000點戰力）                  | 前KO.2  | 僅在對話中提及 |
| 吳尊   | 田弘光 時空神：火焰使者                      | 高階異能行者→魔化異能行者→麻瓜 田欣的弟弟，人稱「無名」，使用的武器為「龍斬」，來自濟州高校。 不幸遭到黑龍暗算，而成為「武屍．尊」，曾是KO榜排名第一位的天才人物。 後因黑龍武功盡失，令全部武屍失去武功，而自己也失去戰力指數。                                            | 15000+→22000（成為武屍．尊） →0（荷包蛋大戰）                                                                          | 前KO.1  | 僅在對話中提及 |
| 蔡宜臻 | 蔡五熊（金剛妹妹/小白） 銀時空：小喬（喬倩） | 中階異能行者→麻瓜→高階異能行者 蔡雲寒的妹妹，從小被猿族扶養長大，十年前終極一班學生，王亞瑟女朋友。 在十年前善惡大戰中用體內的猿族鎮山之寶「熊珠」使黑龍一度失去戰力指數，10年後恢復至9000多點。                                                                           | 7000→0（荷包蛋大戰）→12000+（10年後）                                                                                  | 前KO.8  | 僅在對話中提及 |
| 巴戈   | 錢萊冶（金筆客） 鐵時空：殺千刀 銀時空：左慈 | 超高階異能行者 十年前芭樂高中的校長，《金筆點龍》的作者。 因其內容過於刻劃人性，被以前的武林高手一致封殺。 在芭樂高中廣播室設下了一道封印之門，只有純善之人才能打開。 | 60000+ | 榜外    | 僅在對話中提及 |
| 龔繼安 | 技安                                         | 拔魔战士 拔魔島的拔魔戰士，慣用武器為拔魔斬，拔魔戰士一般不突出，一旦使用拔魔斬將集天地靈氣於一身，威力驚人。喜歡蔡雲寒。 目前被灸舞盟主派往銅時空執行任務。 | 0→30000+（遇見魔時）                                                                                                   | 前KO.50 | 僅在對話中提及 |

### 鐵時空登場人物
| 演員   | 角色                                                                                        | 介紹 | 本劇劇終異能 | 異能變化                                                                                           | 集數                |
| 陳德修 | 呼延覺羅．脩 銀時空：劉備 銅時空：唯一（暝王）                                              | 风的原位高階異能行者 鐵克禁衛軍首席戰鬥團東城衞團長 時常奔走於各個空執行各項秘密任務。其異能非常強大，可運用攝心術控制人心，也可以透過音樂的力量來提高同伴的戰鬥力。 十年前因汪大東無故闖禍，為維護時空秩序而暫時留在銀時空假扮劉備。（詳見終極三國） 這次被派來暗中協助汪大東調查金時空的異象，但常常被這天生的惹禍精弄得一個頭兩個大。 為救回中萬鈞，與汪大東、雷婷、那個誰一起演奏《奧菲爾之罪》，全員戰力指數達十萬點。 最後演奏灼魂曲幫助汪大東提升戰力指數達十萬點，並且使用攝心術 灼魂曲輔助其打敗葉赫那啦．思偍。 終戰後向大東告知四個時空的危機，要求他回鐵時空幫忙夏蘭荇德．天。 |              | 35000+（巔峰） 20000+（在銀時空壓抑） →30000+(銀時空受壓至後) →未知（十年後）                      | 1-2,4-6,10,13,15-20 |
| 陳志介 | 戒                                                                                          | 高階異能行者 東城衞吉他手 鐵時空鐵克禁衛軍東城衞團員。 與汪大東、雷婷、那個誰一起演奏《奧菲爾之罪》救回中萬鈞，全員戰力指數達十萬點。 後演奏灼魂曲幫助汪大東提升戰力指數達十萬點，打敗葉赫那啦．思偍。 |              | 15000+（十年前）→未知（十年後）                                                                    | 1,19-20             |
| 鄧樺敦 | 鐙                                                                                          | 高階異能行者 東城衞貝斯手 鐵時空鐵克禁衛軍東城衞團員。 與汪大東、雷婷、那個誰一起演奏《奧菲爾之罪》救回中萬鈞，全員戰力指數達十萬點。 後演奏灼魂曲幫助汪大東提升戰力指數達十萬點，打敗葉赫那啦．思偍。 |              | 15000+（十年前）→未知（十年後）                                                                    | 1,19-20             |
| 李明翰 | 冥                                                                                          | 高階異能行者 東城衞鼓手 鐵時空鐵克禁衛軍東城衞團員。 與汪大東、雷婷、那個誰一起演奏《奧菲爾之罪》救回中萬鈞，全員戰力指數達十萬點。 後演奏灼魂曲幫助汪大東提升戰力指數達十萬點，打敗葉赫那啦．思偍。 |              | 15000+（十年前）→未知（十年後）                                                                    | 1,19-20             |
| 那維勳 | 葉赫那拉．思偍 (葉思偍) 金時空：黑龍 銀時空：孫堅（假冒） 銅時空：日月王 銀時空2017：趙錢孫 | 魔化異能行者 銀時空大魔王 江東校區東吳書院前任總校長，孫策（葉赫那拉．宇策）、孫尚香（葉赫那拉．宇香）之父。 野心強大，不擇手段，行為和想法都讓人捉摸不定。 為葉赫那拉．思仁的雙胞胎弟弟，於五十七年前被拋棄而流落在銀時空，因此對葉赫那啦家和鐵時空擁有很大的埋怨，為了能在銀時空發展，殺害真正的孫堅取代其身分。 後來鐵時空盟主灸舞發現葉思偍是銀時空的危機，要求他回鐵時空，但他不願意。 在銀時空最終決戰時，遭到狄阿怖玀魔尊的靈魂附身。最後被脩一行人去除魔性喪失異能，而在蟲洞(滅)即將關閉之時，進去後失蹤。（詳見終極三國） 十年後在蟲洞內吸收魑魅魍魎之力回復魔性，與魔界聯手欲對付「金」「銀」「銅」「鐵」等時空。被派至金時空後將刀瘋魔化，並被大東稱為莎喲那啦屍體。 與曹吉利對決時遭受「與魔俱毀」攻擊，導致魔功失去一半使戰力指數降為10500點，接著喝下地獄幻象精華液使戰力指數飆到26000點。與蔡雲寒、雷婷等人對決時，二度服用精華液，最高飆到80000點。第三度服用後最高飆到104000點。 最後被藉由東城衞演奏的灼魂曲，而使戰力指數提升到十萬點的大東，輔以脩的攝心術打到剩5000點戰力時，遭止戈在蟲洞前撕下封印而又被放逐回去。 終極一班4多次在婆婆的回憶中被提到。 |              | 22000+→10500+ （被與魔俱毀削減了一半魔性）→104000（喝下三罐地獄幻象精華液後）→5000（被汪大东打伤） | 18,20               |
| 曾沛慈 | 葉赫那拉．宇香（葉宇香） 金時空：雷婷 銀時空：小慈（孫尚香） 銅時空：潔客                   | 高階異能行者 呼延覺羅．脩的妻子 別稱：阿香。 非常的害怕阿飄(鬼)，由於是葉赫那啦．思偍唯一的女兒，所以備受父親與兄長的疼愛。 於十年前的銀時空，因天意條款事件，孫尚香（葉宇香）轉學至東漢書院援助脩等人。古靈精怪的個性，常常令脩對她沒轍。 因夏蘭荇德．流在二十七年前的無心傳授，使得她會使用鐵時空的異能術。 後被葉思偍挾持，以魔化型態與脩一行人戰鬥，並在脩深情的呼喚下回復原狀。終戰後，與脩回到鐵時空過著幸福快樂的生活。但身上的魔化異能仍在。（詳見終極三國） 因汪大東胡亂使用唉PHONE十而誤會老公脩有小三。 後與大哥及自己在金時空的分身，汪大東和雷婷見面。 在大東治癒夏天後跟大家對抗魔尊失蹤。（見終極X宿舍） |              | 16000→20000+（恢復魔性後）（十年前）→未知（十年後）                                                | 20                  |
| 炎亞綸 | 灸亣镸荖．舞（灸舞） 金時空：丁小雨                                                         | 雨的原位高階異能行者 鐵時空盟主 鐵時空以及X象限時空異能界的白道盟主，天才型的異能者，曾經獨自以九步擒鬼手與八個魘魁對戰並且勝利。 十年前時震發生時，為了尋找汪大東的下落，派了鐵克禁衛軍出動。 金時空的歷史改變後，要求汪大東回到芭樂高中調查戰力指數異常飆高的現象。 在鐵時空為了對付狄阿怖玀魔尊，跟西城衞目前下落不明，生死未卜。 |              | 45000+（十年前）→未知（十年後）                                                                    | 僅在對話中提及      |
| 汪東城 | 夏蘭荇德．天(夏天) 金時空：汪大東 銀時空：孫策 銅時空：Zack                                 | 混元高階異能行者 終極鐵克人 铁时空白道异能界的最强异能行者，夏蘭荇德家族次子，魔界入口「滅（蟲洞）」的現任守護者，夏家異能指數最高的人。 在鐵時空作戰時中了狄阿怖玀魔尊的伏擊，目前受到了重傷，等待汪大東的治療。 |              | 55000+（十年前）→未知（十年後）                                                                    | 僅在對話中提及      |
| 汪東城 | 葉赫那拉．宇策（葉宇策）                                                                    | 高階異能行者→死亡 江東小霸王 孫堅（葉赫那拉．思偍）之子，孫尚香（葉赫那拉．宇香）的親大哥，夏蘭荇德．天的堂兄。 人稱江東小霸王，江東校區東吳書院前任學生會總長。 對妹妹孫尚香（葉宇香）十分疼愛。 十年前在銀時空被舊仇許貢的部下奇襲而重傷，最終不治。（詳見終極三國） 十年後，葉思偍將汪大東誤認為是孫策。 |              | 25000~27500+（十年前）                                                                             | 僅在對話中提及      |
| 黃仁德 | 吉吉如律．令（令）                                                                          | 高阶異能行者 鐵克禁衛軍西城衛團長 秉持著軍人剛直不阿，理性至上，紀律為要的精神，從小就立志加入鐵克禁衛軍。 曾在多個第三世界國家受訓，成績優異、精通各種生存技巧，做事一板一眼，是個徹頭徹尾的軍事狂，所有簡單平凡的小事，經過他的大腦分析過後，都會變成特種部隊的爆破場面。 十年前時震發生時，奉灸舞盟主之命在各個時空尋找汪大東，並大膽推算大東不是穿越時空而是穿越時間，而毅然跳下時間的裂縫到達十年後的金時空。掉落在公車上被中萬鈞和裘球發現後，身上異能指數僅存1000點，後因龐教授的計畫而被消滅異能。（詳見終極一班2） 金時空的歷史改變後，在鐵時空為對付狄阿怖玀魔尊，跟灸舞盟主目前下落不明，生死未卜。 |              | 22000+（十年前）→900（鐵時空為對付狄阿怖玀魔尊，被打傷下落不明，生死未卜。）                       | 僅在對話中提及      |

### 銀時空提及人物
| 演員                         | 角色                                                                                 | 介紹 | 武力變化                                                   | 集數                     |
| 宏正 （SpeXial）             | 黃忠 金時空：辜戰 鐵時空：呼延覺羅．蒼芎 （呼延蒼芎） 銅時空：勾追                   | 高階異能行者 字漢升，東漢書院五虎將之一。 十年前與脩、曹操、五虎將、強辯團、東城衛等與葉赫那啦．思偍決一死戰。 終戰後和馬超於銀時空海邊經營海灘用品店。 第7集時，有位學生欲借《終極三國之黃忠傳》，向辜戰及裘球詢問書的擺放位置。 第20集時，葉思偍看到辜戰時所提及。 | 御天弓 驚天射日弓 冰魄銀箭 17000+→未知                     | 僅在葉思偍的內心話中提及 |
| 陳乃榮                       | 曹操 金時空：曹吉利                                                                  | 高階異能行者 字孟德，小名阿瞞，東漢書院學生會會長。 十年前與脩、五虎將、強辯團、東城衛等與葉赫那啦．思偍決一死戰。 終戰後建立了曹魏，並與蜀漢及東吳進行三分天下的爭霸。 第20集時，葉思偍看到曹吉利時所提及。                                                         | 30000+→未知（10年後）                                      | 僅在葉思偍的內心話中提及 |
| 蔡芷紜                       | 大喬 金時空：蔡雲寒（金剛姐姐） 鐵時空：韓克拉瑪．寒/韓克拉瑪．冰心                  | 高阶異能行者 本名喬瑋，孫策（葉宇策）的女朋友。 十年前為了完成孫策遺願開始全國旅行，幫助一些需要幫助的人。 第20集時，葉思偍看到蔡雲寒時所提及。 | 金甲風火扇 15000+→未知（10年後）                           | 僅在葉思偍的內心話中提及 |
| 邵崇柏 （小猴） （強辯樂團） | 呂蒙 金時空：那個誰（胡以資） 銅時空：嚴睿                                           | 高階異能行者 字子明，人稱「吳下阿蒙」，江東強辯團的鼓手。 十年前與脩、曹操、五虎將、強辯團、東城衛等與葉赫那啦．思偍決一死戰。 第20集時，葉思偍看到那個誰時所提及。                                                                                                  | 16500~17000+（原） →18000（紅油抄手超級辣）→未知（10年後） | 僅在葉思偍的內心話中提及 |
| 阿西 （陳博正）              | 董卓 金時空：汪天養（刀瘋） 鐵時空：夏蘭荇德．流（夏流） 銅時空：幽王                | 魔化異能行者 字仲穎，河東高校的校長。 十年前處心積慮取得高權位並殺死好友後，被脩、曹操及五虎將擊敗。 最後因意外墜落懸崖而失蹤，生死不明。 第20集時，葉赫那啦．思偍回憶初遇汪天養時所提及。                                                                           | 35000+（原）→80000+（成魔） →0（被五虎將廢武功）           | 僅在葉思偍的內心話中提及 |
| 那維勳                       | 孫堅 金時空：黑龍 鐵時空：葉赫那拉．思偍 銅時空：日月王（加百列） 銀時空2017：趙錢孫 | 字文台，銀時空孫家真正的當家。 於二十七年前遭葉赫那啦．思偍滅門，並被其取代了自己的身份。 第20集時，曹吉利與汪大東遇到葉思偍時所提及。 在終極一班4婆婆的回憶中有短暫登場。                                                                                           | 35000+                                                     | 僅在對話中提及           |

### 銅時空提及人物
| 演員   | 角色                                                              | 介紹 | 毀滅變化                                                                                    | 集數           |
| 汪東城 | Zack （炎王） 鐵時空：夏蘭荇德．天 /葉赫那拉．宇策 金時空：汪大東 | 來自銅時空，- 幽王之子，但被幽王放逐到無名之地（詳細請見終極惡女）。暝王（唯一）與茉兒的哥哥，樣子與鬼龍很相似。毀滅指數高達9000多點，冷血無情，曾經徒手殺害過九百多名各式毀滅型原位異能行者，是人魔共懼的變態殺手。 十年前被葉雄霸找來殺害多名鐵時空異能行者，並欲嫁禍給鬼龍，後來因為受到經烏風和神行九轉加持而短暫變強的夏天反擊，而將鬼靈焰火球與自己融為一體，卻被寒擋下一擊，令夏天意外獲得雷的原位異能，於第四十集被夏天打敗，並被丟回銅時空。後行蹤不明。 第20集時，汪大東與脩討論時空危機時所提及。 | 9000+（原） →20000+（修煉後） →25000+（使用鬼靈焰火球時） →35000+（與鬼靈焰火球融為一體後） | 僅在對話中提及 |

### 魔界提及人物
| 演員   | 角色         | 介紹 | 魔力變化                                                                           | 集數           |
| 石班瑜 | 狄阿怖玀魔尊 | 魔王 魔界統治者及唯一達到最高等級的魔，但是無法整個離開魔界 只能用元神或者尋找可附體對象。 派魔軍攻打「金」「銀」「銅」「鐵」四個時空，金時空則派了葉赫那啦．思偍當將領，本身親自率領魔軍對付鐵時空。 在鐵時空伏擊了終極鐵克人-夏蘭荇德．天，使其受到了重傷。 | 1000000+不知高點→附體或者離開魔界元神100000+（會只剩原本力量的1/10）（魔界第一高） | 僅在對話中提及 |

## 終極用語

### 終極神器
| 名稱                      | 持有者                        | 能力值                                            | 介紹 | 集數                 |
| 龍紋鏊                    | 汪大東                        | 傷害力 +N 防禦力 +10 速度 +4 （設定出自終極一班） | 平底鍋型武器，三國時代有名刺客睚眥之武器，相傳，此兵器乃由白龍鱗片加上百煉精鋼製成，具有超自然的靈氣，可辨識主人，傷害力有遇強則強的特性。 因大東遇強則強，遇弱則弱的體質而成為他的武器。 能夠護主，且可以感應四周的戰力（異能）指數。（詳見終極一班）                                                 | 1-3,5-7,10, 16,19-20 |
| 玻璃彈珠                  | 中萬鈞                        | 攻擊性 ★★★★★ 便利性 ★★★★★ 命中值 ★★★★             | 顧名思義，就是用玻璃製成的小球作為玩耍使用，一般可分五月柱、蔥皮與貓眼。 經過《終極一班2》後，常被觀眾誤以為是中萬鈞的武器。其實不然，這珠子不管是柑仔店還是老街觀光區、十元商品店、網路皆有販售，且價格相當便宜實惠喔。 雖非異能兵器，中萬鈞卻能靈活的運之掌上，迅捷的利用8顆彈珠於1.32秒間打倒敵人。 | 3,8,10,14,16         |
| 玲瓏水月錐心刺骨鏡        | 花靈龍                        | 攻擊性 ★★ 裝飾性 ★★★★★★ 美貌加成 ★★★★★            | 花靈龍平時用於整理儀容的金色隨身小鏡。 根據北宋科學家沈括失傳的筆記所載，此鏡材質特殊，作工精美，光可鑑查人心，奢華卻不矯情，但性格脆弱多疑。 曾經在蘇比世拍賣會上創下「很可怕，不要問」的價格。 | 1-8,10,14,16, 18-20  |
| 我敲我敲我敲敲敲之 好棒棒 | 那個誰 （胡以資）             | 攻擊性 ★★★★ 節奏性 ★★★★★★ 速度加成 ★★★★★          | 鼓棒型武器，底色為黑的鼓棒，再鍍上金色龍體，低調卻不失華麗。 材質為千年的泥阿木製成，手感、節拍絕佳，可以快速的在對手的主要穴道上敲擊，使用者需要具備極佳的音感及反應，使用該棒，速度及攻擊指數可以瞬間加乘。                                                                                          | 1,3,19-20            |
| 痛不欲生實話鞭            | 蔡雲寒                        | 攻擊性 ★★★★★★ 虐待值 ★★★★★★ 爆擊加成 ★★★★★        | 鞭型武器，鞭身皆由材質軟韌的南海軟鐵製成。 相傳是明朝時期，東廠統領親手密製的刑鞭，專門用來對付難以馴治的狂人，任何強悍壯實的體魄，只要挨上三鞭就會吐出心中實話隱私（詳見終極一班），是一種極奇特的兵器。                                                                                              | 1,3-4,6-7, 18-20     |
| 神隱喵喵爪                | 裘球                          | 攻擊性 ★★★★★ 突擊性 ★★★★★ 速度加成 ★★★★           | 是由上千朵古埃及合歡花的花蕊，製造而成的特殊絨毛手套。 內藏收放自如的貓爪，靈活迅速難以馴化。 貓爪一出，三步見血，另絨毛能夠在近距離內辨識不同殺意的來源，是近身戰的最佳利器。 | 3,9-10,19-20         |
| 豬狗不如強強棍            | 辜戰                          | 攻擊性 ★★★★★ 鏟惡性 ★★★★★ 體力加成 ★★★★           | 是少林僧兵使用最多，也是最擅長的武器之一。 據傳此棍是千年前由少林高僧秘密傳下，專打豬狗不如的惡人。 其造型不求奢華，只求「義」字。 只有在主人懂得忠義的真諦，才能發揮排山倒海的本領。 | 5-7,10,16, 18,20     |
| 刑天盾                    | 止戈                          | 防禦性 ★★★★★★ 閃避值 ★★★★★ 體力回復 ★★★★          | 防禦用兵器。據《山海經》記載， 黃帝攻打炎帝，並斬下敵將刑天的首級， 刑天雖然是去腦袋，鮮血噴灑在盾面上 仍然手持盾牌，堅持戰鬥。 此盾以特殊皮革和金屬合製而成。 | 5,10,18-20           |
| 素絲羽衣傘                | 厲嫣嫣                        | 攻擊性 ★★★★ 防禦性 ★★★★★ 閃避值 ★★★★              | 使用了蓬帕杜夫人親自設計的梭子，上端纏繞洛可可蜘蛛吐出的素絲和金線交織而成，傘面柔軟卻強韌有力，能夠為主人承受攻擊，即能在收起的瞬間，轉換成致命的一擊，隨著主人戰力進階，會產生變化的鬼魅武器。 | 10,18-20             |
| 八爪流星錘                | 蘿小莉                        | 攻擊性 ★★★★★ 索命值 ★★★★ 傷害加成 ★★★★            | 相傳為夜叉八爪女曾使用過的武器，因遭受愛人背叛，化身淒厲鬼魅。 只要發動攻擊，就如同八爪章魚一般纏著敵人不放，致死方休。 | 9-10                 |
| 拔魔斬                    | 曹吉利 技安（10年前終極一班） | 傷害力 ★★★★★ 防禦力 ★★★★★ 敏捷度 ★★★★             | 相傳為靈界的武器，並且只為善所屬。 唯獨自幼受到靈界薰陶的人才能使用，是專門對付魔界黑暗勢力的武器。 此兵器若是用於一般凡夫俗子手中，則形同廢鐵。 | 17-20                |
| 鎖情絲                    | 曾美好 （刀鬼）               | 牽制力 ★★★★★★★ 速度加成 ★★★★★                     | 由兵器之母 - 刀鬼，用情比金堅的春蠶之絲所製，使用時須注入使用者的淚血，羈絆、纏繞對方的心神，但若是不敵對手，將會招致極大的反噬之力，嚴重者會導致使用者死亡。 | 18                   |

### 終極百科
| 名稱             | 持有人／使用者                                      | 介紹 | 集數               |
| 剩死門           | 雷婷／終極一班、汪大東、辜戰                        | 雷婷用來懲罰違抗者的地方，是一塊連生命力最強的雜草都無法生長的空地。 就算有雜草，也是歷代的戰士用鮮血灌溉而來，外面是生，裡面只剩下死。 歷史改變前此空地的四周被高牆圍起（詳見終極一班2），如今雖少了牆的阻隔，卻依舊令人聞風喪膽。 | 1,5-6              |
| Hell Vision      | 薩必四、金寶三、小煜、 假田欣、花伏龍、蘿小莉、黑龍 | 又稱幻覺地獄、大力丸 其外型為紅色藥丸，實為一種花的種子。是非洲好戰部落讓互鬥的戰士服用的禁藥，後被研發為增加戰力指數的藥丸。只要吃一顆就能增加戰力指數一千點，吃兩顆增加兩千點，以此類推。 聽說吃四顆就會忘記一切身體上的疼痛，但是一天內吃了八顆以上就會因承受不起而暴斃。另外對沒有戰力指數的人是沒用的，頂多能讓皮膚變好而已，不過多吃亦會有猝死的可能。 是黑龍為了好玩，而擾亂KO榜所販賣的禁藥。據葉赫那啦．思偍所言實際上是黑龍從他在蟲洞發現的地獄幻象精華液所仿製的“山寨版”。 | 1-3,7-8,10,20      |
| 唉PHONE十        | 汪大東、呼延覺羅．脩                                | 使用時要先「唉唉唉唉唉唉唉唉唉唉」唉叫十聲才可以接聽。 具有聽聲辨「意」的功能，從來電鈴聲的哀叫語氣，即可辨別消息的好壞。 是脩和大東相互聯繫的新型跨時空手機。 | 2,4-6,10,13, 17,19 |
| 芒果高中緊衣衛   | 芒果高中                                            | 是橫霸東區、人人聞之色變的高中惡霸組織，其特徵是身穿金黃色的緊身衣，成員共有九位且各懷絕技，傳說戰力指數愈高者即是最顯赫的指揮使，相對的他的衣服就會愈緊。 每個月都會來芭樂高中挑戰雷婷，但這回被中萬鈞以1.32秒擊敗。 後來特地用重金向黑暗料理界購買傳說中的刀具：刨刀、指甲刀、披薩刀、剪刀、蛋糕刀、刮鬍刀、起司刀、手刀與真嘮叨。以新的姿態『九把刀』再次前來挑戰，卻被逐漸成為武屍的中萬鈞，以12000點的戰力指數打的屍橫遍野、倒地不起。                                           | 3,16               |
| 地下道仆階三重揍 | 香蕉高中／辜戰、止戈、厲嫣嫣                        | 是北區傳說中最有名的變奏曲。其由來是起始於某天，一位琴師正在地下道拉小提琴時，三名高中生路經此地，並為了區區十元硬幣，而展開的一場腥風血雨。 從那天起，北香蕉三人組就紅遍大街小巷、廣為流傳。 | 4                  |
| 神牛娃娃         | 汪大東→雷婷                                         | 夾娃娃機店裡的布偶，外觀為長翅膀的牛。傳說只要得到此布偶就能找到命中註定的戀人。 但因多年來從未有人夾到，於是坊間就流傳，只有命定的戀人才能得到它。 汪大東幫雷婷夾布偶熊時意外夾到並送給雷婷，金寶三欲以三萬元向大東購買被拒。 | 13                 |
| 零零二           | 芭樂高中／止戈、黑龍、汪大東                        | 一扇會說話的廣播室之門。歷史改變前為雷婷管轄的地盤（詳見終極一班2），如今是個神祕地帶。 其個性貪生怕死，雖需密碼才能進入，但只要來者威脅夠暴力仍會自動開門。 黑龍為了尋找封印之門而多次闖入；最終在葉赫那啦．思偍的攻擊下被損毀，止戈遂請求辜戰幫忙搬回去修。全劇沒有人是靠輸入正確密碼進入的。 | 13-14,19-20        |
| 魔幻吧噗         | 魔幻吧噗老闆／辜戰、裘球                            | 是傳說中只有星期三才會出現的吧噗，口味是鹹的。 網路上的鄉民說，此吧噗可遇不可求，忽之在左、忽之在右，明明聽到聲音是從後面傳過來，下一秒就出現在你的眼前，而且就算遇到，其速度也會快到連車尾燈都看不到，瞬間消失不見。 辜戰約了裘球一起去吃，兩人狂追了一陣，筋疲力盡後卻沒有吃到。 | 16                 |
| 封印之門         | 金筆客／止戈                                        | 位於廣播室的角落，貼著叉叉形狀封條的門，是通往魔界的要道「蟲洞」的出入口（詳見終極三國）。 被芭樂高中的前校長 – 金筆客設下封印，只有純善之人才能將封條打開與復原。 止戈因遭黑龍所騙，而被迫打開此門。後又利用此門，將葉赫那啦．思偍趕回蟲洞中。 | 16,20              |
| 不生不死之瘴     | 黑龍←中萬鈞                                         | 被金筆客封印於蟲洞內的魔瘴，曾為當年黑龍鍛煉武屍所用。 中瘴之人會漸漸失去記憶，變成一個沒有靈魂、沒有回憶的空殼，如傀儡般只能聽命於魔化人的武屍。 為了保護大東與雷婷，中萬鈞遭此魔瘴入侵後變成武屍，並被黑龍以魔語控制。 | 16                 |
| 盟主保記丸       | 灸亣镸荖．舞／汪大東、曹吉利                        | 此藥丸乃灸舞盟主親製，十年僅煉製一顆，吃了以後，可暫保中瘴之人的記憶，延緩成為武屍的速度。 為大東前往鐵時空取回，本想讓萬鈞服用以爭取時間，卻遭曹吉利搶奪並連同羊大便一起吃下肚。 | 17                 |
| 速速丸           | 曹吉利／中萬鈞                                      | 是一種黃綠色膠囊，吃了以後可使中了不生不死之瘴的人，加速成為武屍。 曹吉利為達成自身任務，給了中萬鈞此藥丸，萬鈞因害怕逐漸忘記雷婷的痛苦，而毅然決然吃下。 | 18                 |
| 漫步在雲端       | 辜戰                                                | 黑色球狀物體，丟出時會產生電擊並鎖住異能行者的行動。是辜戰為牽制住黑龍所使用的物品。 | 19                 |
| 大公雞           | 銀時空                                              | 也就是一般常見的雞，但在銀時空是神聖不可侵犯的神獸。（詳見終極三國） | 20                 |
| 地獄幻象精華液   | 葉赫那啦．思偍                                      | 蟲洞內的產物，跟Hell Vision有一樣的功能，但提升的戰力指數高很多(約20000～60000左右浮動)。 據葉思偍表示，連續喝三罐以上可能會有危險。 | 20                 |

### 芭樂福利社
芭樂高中的學生福利社，裡面「什麼都有、什麼都賣，但什麼都很奇怪」；同時也是斷腸人作為休息用的校工室。
為了滿足學生們各種稀奇古怪的需求，斷腸人將它改名為星期八福利社。
| 物品                                | 持有人／使用者                          | 介紹 | 集數  |
| 世上我最美麗小魔鏡                  | 花靈龍／阿雞師                          | 任何人看到這面鏡子後，都會被鏡中的自己深深吸引著、無法自拔。 為避免被阿雞師纏上，花靈龍特別到福利社跟斷腸人訂購的。 | 5     |
| 愛神邱比特必殺絕技之 布拎布拎愛上你 | 那個誰／汪大東 （一見鍾情對象：中萬鈞） | 是專為戀愛之人所設計出來的愛情魔藥。 吃了這個布丁的人就會像是被愛神的箭戳中了一樣，將會愛上第一眼見到的人。 其效用只有24小時，時間過後就會忘記跟一見鍾情對象有關的事，連當天的記憶都會有一點模糊。 那個誰原本要給厲嫣嫣吃，卻意外被大東吃掉，讓大東對中萬鈞一見鍾情。 | 5-6   |
| 特殊複寫紙                          | 辜戰／汪大東                            | 其複寫效果強，是什麼材質的東西都可以複寫上去的複寫紙。 辜戰要止戈到福利社購買後，藉著「停戰和平協議書」讓大東簽字，讓大東的簽名複寫在下面的照片，以取得汪大東的簽名照，。 | 6     |
| 都會時尚望遠鏡                      | 金寶三／汪大東、雷婷                    | 是一副輕巧好用，不管看遠看近都不成問題的雙筒望遠鏡。 從芭樂高中的頂樓，就能輕鬆看到任何角落的一舉一動。 | 9     |
| 鞋鞋你愛我                          | 汪大東／雷婷                            | 汪大東送給雷婷的生日禮物。 其正確發音為：「謝謝你愛我」。此鞋專門設計用來送給喜歡的人，若收到的人也喜歡送禮物的那個人，穿上後24小時會完全脫不下來，除非心上人親手幫忙把鞋子給脫掉才行。 此外，這雙鞋能感受穿鞋者的心意，主動追隨穿鞋者的心上人。戰力指數達到跨時空條件者，甚至能跨越時空追隨。 終戰後，大東藉故與雷婷分手後離開，雷婷為了追尋心上人而再次穿上，跨時空找到身在鐵時空的大東。 | 14,20 |
| 3D立體眼鏡                          | 斷腸人／終極一班                        | 終極一班向斷腸人集體購買的特殊墨鏡。 用來遮擋汪大東與雷婷放的超級閃光，無奈兩人閃光太強，只能維持短暫的效用。 | 14-15 |
| 皮鞭、蠟燭、高跟鞋                  | 斷腸人／曹吉利                          | 是斷腸人誤以為曹吉利有特殊癖好，想跟蔡雲寒兩個人玩情侶間的18禁遊戲，而賣給他的一些小道具。 | 18    |

### 書籍
| 物品       | 作者／發現者／使用者                                   | 介紹 | 集數       |
| 金筆點龍   | 錢萊冶（金筆客）／辜戰／止戈                           | 由芭樂高中的前校長 – 金筆客所著。因過於刻畫人性，被三、四十年前的武林高手一致封殺。 當中預言出了過去、現在及未來的所有事件。除了純善之人或純恶之人能阅读之外，其他人看了會造成精神異常。 如今已出版至第18集。辜戰在圖書館意外發現並好奇翻開，只看到前文：「過去的過去，現在的現在，未來的未來；過去就是過去，現在就是現在，未來就是未來。」便造成頭痛，而被他稱為邪書。 目前只有金時空的五熊、止戈以及鐵時空的夏天（詳見終極一班、終極一家）能夠閱讀。 其封底有一行極小的字寫著：「知未來之人如果洩漏天機，會讓周圍的人招來不幸」。 | 8,13-17,19 |
| 兵器大全   | 曾美好（刀鬼）／小潔／汪大東                           | 由兵器之母 – 刀鬼著作，內容記載了各樣兵器的製作工法。（詳見終極一班2） | 10         |
| 傳家止寶   | 止水→止戈                                              | 止家的傳家之寶，記錄了由止戈的曾曾祖父傳承下來的把妹秘訣。止水曾用這本秘笈把到止戈的媽媽。 止戈則用了此書中的「單刀直入，愛你在心口要開」秘訣，向蔡雲寒告白。 於終極一班4有被提及 | 15         |
| 奧菲爾之罪 | 呼延覺羅．脩／ 東城衞、汪大東、雷婷、那個誰、 ／中萬鈞 | 是一首古老的樂章，彈奏者須以八萬點的戰力指數驅動曲譜，可洗去武屍身上的不生不死之瘴，作用比洗魂曲更厲害。但相對會使中瘴者失去戰力指數及所有記憶，因此從來沒有人成功過。 彈奏失敗中瘴者會當場灰飛煙滅，但若彈奏者戰力指數達十萬點，在24小時內即有第二次機會。 為了救回中萬鈞，汪大東集合眾人彈奏此曲。而萬鈞在受到此曲的洗禮後，雖因其副作用影響失去戰力，卻在最終意外恢復了對雷婷的記憶。 （補充說明：可能曲子本身（跟洗魂曲）都是吸收彈奏者以及輔助者的異能來加以施展，故不能像戰鬥一樣把異能全數施放，否則異能會消耗極大，造成內傷或者失去異能的可能，所以需要保留基本異能護体 併維持住曲子摧動的所需的異能即可，但同樣彈奏完後，異能會元氣大傷 會只剩原本護體用的異能指數、戰力指數。 | 19         |
| 以戰止戈   | 裘球、厲嫣嫣／辜戰                                     | 芭樂高中圖書館藏書，目前出到20集。 封底寫著：「一個送愛心便當的男孩，以及另一個接受愛心的男孩。」 裘球在建檔時意外發現，並與厲嫣嫣好奇翻閱，辜戰看到後氣的想將之燒毀。 | 19-20      |

### 異能
| 異能或咒術名稱     | 使用者                                     | 介紹 | 集數 |
| 火炎焱燚           | 葉赫那啦．思偍（葉思偍／孫堅）狄阿怖玀魔尊 | 原為狄阿怖玀魔尊的得意絕學，唯有拔魔斬能破解。 能創造出一個特別空間“混沌之區”，遊戲規則由施術者自由設定。 在十年前的銀時空，魔尊（附身在葉思偍身上）的設定為：混沌之區內發生的事會不斷重複，最後被夏天找到0.1秒的破綻加上脩的努力而破解（詳見終極三國）；十年後的金時空葉思偍則設為：受困者（汪大東和刀瘋）在混沌之區決鬥，贏的人才能夠離開。最後刀瘋感受到汪大東的親情呼喚，而戰勝了魔性，因而破解了葉思偍的設定。                                                 | 20   |
| 元神渡命           | 汪天養（殺手之王.刀瘋）                    | 除刀瘋外從來沒有人使用過第二次。第一次救了自己的兒子大東，第二次救了自己的妻子(兵器之母.刀鬼) 能使性命垂危者起死回生，相對會導致施術者的異能消散且無法再回到巔峰，甚至可能危及施術著的性命，是極之危險的異能。 | 20   |
| 與魔俱毀           | 曹吉利                                     | 拔魔島的致命絕招。 能使中招的魔化之人其魔功完全喪失，不過代價是使用過後施術者的戰力指數全部歸零。 | 20   |
| 攝心術 HEART SHIFT | 呼延覺羅．脩                               | 為鐵時空呼延覺羅家族特有的異能術。能控制人心，使人強制進行指令之動作。在唸完咒語後再其後面念出特定字詞可控制被施術者（但並非可完全控制，與指數或意志力有關）或加強其施術者的能力 咒語：攝心術嗚啦巴哈。 在戰鬥過程中依序念出“焰、烈、炙、灸、炮、烙、炤、熒、煬、煦、煞、熔、熒、燿、烠、爆”，提高東城衞所演奏的《灼魂曲》效果 是以戰止戰的加強版，是後來研發專門剋制魔的強化版，每個字訣都能使敵方的異能不斷下降並且克制住行動，用以輔助汪大東擊敗葉赫那啦．思偍。 | 20   |

### KO榜
KO榜是黑龍為了尋找最強異能行者以及看準年輕人好勝心和虛榮心所設立的排行榜，目的是尋找高校界最強的高手，並把他們逐個變成武屍收歸己用。
經十年前的善惡大戰後，黑龍一度失去異能，十年後又用禁藥Hell Vision擾亂該榜。本劇後段，因為排除了服用禁藥的羅小莉，以及中萬鈞成為武屍後戰力指數異常飆升，故KO榜有了些許的變動。以下為重新排名後的KO榜。
| 排名  | 異能行者   | 所屬學校          | 慣用武器                   | 戰力指數  | 狀態                                      |
| KO.1  | 中萬鈞     | 榴槤高中→芭樂高中 | 玻璃彈珠                   | 12000     | 攻擊：280、防禦：250 速度：230、體力：260 |
| KO.2  | 止戈       | 香蕉高中→芭樂高中 | 刑天盾                     | 10000     | 攻擊：240、防禦：290 速度：230、體力：240 |
| KO.3  | 雷婷(King) | 芭樂高中          | 無                         | 9000      | 攻擊：230、防禦：140 速度：280、體力：180 |
| KO.3  | 辜戰       | 香蕉高中→芭樂高中 | 豬狗不如強強棍             | 9000      | 攻擊：220、防禦：200 速度：230、體力：220 |
| KO.4  | -          | -                 | -                          | -         | 攻擊：???、防禦：??? 速度：???、體力：??? |
| KO.5  | 花靈龍     | 芭樂高中          | 玲瓏水月錐心刺骨鏡         | 7000~8000 | 攻擊：210、防禦：140 速度：190、體力：120 |
| KO.6  | 那個誰     | 芭樂高中          | 我敲我敲我敲敲敲敲之好棒棒 | 6500~7500 | 攻擊：150、防禦：190 速度：200、體力：160 |
| KO.7  | 裘球       | 芭樂高中          | 神隱喵喵爪                 | 7200      | 攻擊：150、防禦：130 速度：180、體力：160 |
| KO.8  | 厲嫣嫣     | 香蕉高中→芭樂高中 | 素絲羽衣傘                 | 7000      | 攻擊：140、防禦：220 速度：180、體力：140 |
| KO.79 | 薩必四     | 西瓜高中          | 扳手                       | 3000      | 攻擊：90、防禦：60 速度：60、體力：120    |

### 改變前KO榜
KO榜是黑龍為了尋找最強異能行者以及看準年輕人好勝心和虛榮心所設立的排行榜，目的是尋找高校界最強的高手，並把他們逐個變成武屍收歸己用。
經十年前的善惡大戰後，黑龍一度失去異能，十年後又用禁藥Hell Vision擾亂該榜。以下KO榜未重新排名。
| 排名  | 異能行者       | 所屬學校          | 慣用武器                 | 戰力指數  | 狀態                                      |
| KO.1  |                |                   |                          |           | 攻擊：???、防禦：??? 速度：???、體力：??? |
| KO.2  | 止戈           | 香蕉高中→芭樂高中 | 刑天盾                   | 10000     | 攻擊：220、防禦：300 速度：230、體力：240 |
| KO.3  | 雷婷(King)     | 芭樂高中          | 無                       | 9000      | 攻擊：240、防禦：170 速度：300、體力：200 |
| KO.3  | 辜戰           | 香蕉高中→芭樂高中 | 豬狗不如強強棍           | 9000      | 攻擊：220、防禦：200 速度：230、體力：210 |
| KO.4  | 中萬鈞         | 榴槤高中→芭樂高中 | 玻璃彈珠                 | 8700      | 攻擊：210、防禦：172 速度：220、體力：210 |
| KO.5  |                |                   |                          |           | 攻擊：???、防禦：??? 速度：???、體力：??? |
| KO.6  | 花靈龍         | 芭樂高中          | 玲瓏水月錐心刺骨鏡       | 7000~8000 | 攻擊：210、防禦：140 速度：190、體力：120 |
| KO.7  | 蘿小莉         | 香蕉高中          | 八爪留心槌               | 7800      | 攻擊：150、防禦：250 速度：180、體力：120 |
| KO.8  | 那個誰(胡以資) | 芭樂高中          | 我敲我敲我敲敲敲之好棒棒 | 6500~7500 | 攻擊：150、防禦：190 速度：200、體力：160 |
| KO.9  | 裘球           | 芭樂高中          | 神隱喵喵爪               | 7200      | 攻擊：150、防禦：130 速度：180、體力：160 |
| KO.10 | 厲嫣嫣         | 香蕉高中→芭樂高中 | 素絲羽衣傘               | 7000      | 攻擊：140、防禦：220 速度：180、體力：140 |
| KO.79 | 薩必四         | 西瓜高中          | 扳手                     | 3000      | 攻擊：10、防禦20 速度：60、體力：30       |

## 歌曲
| 曲別     | 歌名                               | 演唱者／演奏者         | 作詞   | 作曲                                            | 劇中播出                 |
| 片頭曲   | Super Style                        | SpeXial                | 李念和 | 紀佳松                                          | 全劇                     |
| 片尾曲   | 一個人還是想著一個人               | 曾沛慈                 | 宇珩   | JerryFeng、宇珩、豔薇                           | 全劇                     |
| 插曲     | 為愛戰鬥                           | SpeXial                | 吳易緯 | Nermin Harambasic,Erik Lewander, Shaka Loveless | 1,3,6,7,9,10-12,15-17,20 |
| 插曲     | 數不盡的星空                       | 曾沛慈                 | 曾沛慈 | 曾沛慈                                          | 3-4,11-14-15,17,19       |
| 插曲     | 想飛                     | 汪東城                 | ．脩   | ．脩                                            | 4                        |
| 插曲     | 在你離開那一天（終極版） | 曾沛慈（feat.汪東城）  | ．脩   | ．脩                                            | 9                        |
| 插曲     | 只想抱著你（終極版）               | 陳乃榮                 | 陳乃榮 | 陳乃榮                                          | 12                       |
| 插曲     | 小路亂撞                           | 曾沛慈                 | 曾沛慈 | 曾沛慈                                          | 13-16,20                 |
| 插曲     | 愛你該怎麼說出口                   |                        |        |                                                 | 15                       |
| 鋼琴插曲 | 一個人還是想著一個人               | 曾沛慈                 | 宇珩   | JerryFeng、宇珩、豔薇                           | 2,13-14                  |
| 鋼琴插曲 | 小路亂撞                           | 曾沛慈                 | 曾沛慈 | 曾沛慈                                          | 4-5,12                   |
| 鋼琴插曲 | 數不盡的星空                       | 汪東城 & 曾沛慈        | 曾沛慈 | 曾沛慈                                          | 3,13-14,20               |
| 演奏曲   | 奧菲爾之罪                         | 汪東城、曾沛慈、邵崇柏 |        | ．脩                                            | 19                       |
| 演奏曲   | 灼魂曲                             |                        |        | ．脩                                            | 20                       |
| 配樂     | 明明（原唱Olivia Ong）             | O.S.T.                 | 藍小邪 | 徐州                                            | 10                       |

## 收視率
| 播出日期       | 集數       | 有線收視率 | 全國收視率 |
| -------------- | ---------- | ---------- | ---------- |
| 2013年7月5日   | 1          | 1.68       | 1.38       |
| 2013年7月12日  | 2          | 1.71       | 1.41       |
| 2013年7月19日  | 3          | 1.41       | 1.13       |
| 2013年7月26日  | 4          |            | 1.05       |
| 2013年8月2日   | 5          | 1.41       | 1.16       |
| 2013年8月9日   | 6          | 1.32       | 1.08       |
| 2013年8月16日  | 7          |            | 0.96       |
| 2013年8月23日  | 8          | 1.55       | 1.28       |
| 2013年8月30日  | 9          |            | 1.09       |
| 2013年9月6日   | 10         |            | 1.15       |
| 2013年9月13日  | 11         |            | 0.74       |
| 2013年9月20日  | 12         | 1.03       | 0.85       |
| 2013年9月27日  | 13         |            | 0.79       |
| 2013年10月4日  | 14         |            | 0.97       |
| 2013年10月11日 | 15         | 1.00       | 0.83       |
| 2013年10月18日 | 16         |            | 1.18       |
| 2013年10月25日 | 17         |            | 0.98       |
| 2013年11月1日  | 18         |            | 1.01       |
| 2013年11月8日  | 19         | 1.02       | 0.84       |
| 2013年11月15日 | 20         | 1.25       | 1.03       |
| 平均收視率     | 平均收視率 |            | 1.05       |

- 由AGB尼爾森調查，調查範圍是四歲以上收看電視之觀眾。

## 場景
- 新莊文藝中心廣場
- 板橋區、中和區、淡水區－新北市地區有廣場的派出所或警察局
- 【汪大東家（外觀）】－聖望教會，新北市新莊區中正路796號
- 【汪大東家（內部）】－石門鄉村民宿，桃園縣龍潭鄉民治七街116-1號
- 【雷婷家】－一田一墅，宜蘭縣五結鄉公園三路3號
- 【雷婷琴棚】－三鶯陶花源，新北市鶯歌區館前路300號
- 【芭樂高中大門】－南港高工，台北市南港區興中路29號
- 【芭樂高中校園】－宜蘭縣議會，宜蘭縣宜蘭市中山路一段399號
- 【終極一班教室 & 芭樂高中校園】－臺北大學建國校區
- 【第三集汪大東追假田欣的樓梯】－基隆高中圖書館樓梯，基隆市暖暖區源遠路20號
- 【芭樂高中圖書館】－玄奘大學，新竹市香山區玄奘路48號
- 【終極一班體育課場地】－中油中崙球場，台北市中山區安東街16巷26號
- 【剩死門】－宜蘭縣蘇澳鎮聖愛路58號旁
- 【香蕉高中】－新北市私立醒吾高級中學，新北市林口區粉寮路一段75巷80號
- 【芭樂福利社】－台北市西門國小的頂樓，台北市萬華區成都路98號
- 【斷腸人攤位】－台北市松山區彩虹河濱公園民權大橋下方
- 【花時間網咖】－戰略高手，台北市大安區忠孝東路四段60號B1
- 【第四集中萬鈞、雷婷、看流星雨地點】－東眼山國家公園、陽明山國家公園
- 【第四集汪大東、雷婷、中萬鈞、裘球住宿地點】－童年綠野度假村，嘉義縣番路鄉下坑村下坑51號
- 【蔡雲寒請汪大東與中萬鈞吃飯地點】－鑫豐庭園海鮮餐廳，台北市崇德街20號
- 【第十三集汪大東、雷婷等公車地點】－板橋 新北市政府站
- 【汪大東 & 雷婷約會地點】－玩具總動員選物精品館（西門店），台北市萬華區武昌街二段
- 【終極一班F4+金寶三與花仙子女子大學聯誼地點】－香草菲菲，宜蘭縣員山鄉內城村內城路650號
- 【終極音樂會地點】－河岸留言音樂藝文咖啡，台北市羅斯福路三段 244 巷 2 號 B1
- 【止戈家】－歐悅汽車旅館桃園館，桃園縣桃園市大興西路二段191號
- 【中萬鈞家】－三星兩憶，宜蘭縣三星鄉大埔路32-5號
- 【辜戰家早餐店】－Cha Cha Cafe' & Bistro，台北市內湖區行善路25巷1弄7號之2
- 【第十八集魔化後的刀瘋襲擊斷腸人與刀鬼的地點】－宜蘭運動公園，宜蘭縣宜蘭市中山路一段755號
- 【】－林安泰古厝，台北市中山區濱江街5號
- 【】－大湖公園錦帶橋，台北市內湖區成功路五段31號

## 作品的變遷

### 臺灣
| 臺灣 八大綜合台 星期五21:00-22:30 | 臺灣 八大綜合台 星期五21:00-22:30                               | 臺灣 八大綜合台 星期五21:00-22:30    |
| --- | --------------------------------------------------------------- | ------------------------------------ |
| | 終極一班3 （2013.07.05 - 2013.11.15）                           |                                      |
| 愛情敲敲門（21:00-22:00） (2013.04.22 - 2013.11.14) 2013年7月1日起 （週一到週四21:00-22:00） 2013年9月2日起 （週一到週四22:00-23:00） | 笑傲江湖 (星期一至五 21:00 - 22:00) （2013.11.18 - 2014.01.14） |                                      |
| 臺灣 八大綜合台 星期一至五21:00-22:00                                                                                                 |                                                                 |                                      |
| 笑傲江湖 （2013.11.18 - 2014.01.14）                                                                                                  | 終極一班3 （2014.01.15 - 2014.03.03）                           | 18禁不禁 （2014.03.04 - 2014.04.14） |
| 臺灣 八大綜合台 星期一至五21:00-22:00                                                                                                 |                                                                 |                                      |
| 海派甜心 （2015.05.06 - 2015.06.09）                                                                                                  | 終極一班3 （2015.06.10 - 2015.07.21）                           | 終極惡女 （2015.07.22 - 2015.09.08） |

| 臺灣 八大綜合台 每週一至週五 20:00 - 21:00  | 臺灣 八大綜合台 每週一至週五 20:00 - 21:00         | 臺灣 八大綜合台 每週一至週五 20:00 - 21:00 |
| ------------------------------------------- | -------------------------------------------------- | ------------------------------------------ |
|                                             | 終極一班3（重播） （2016年5月19日－2016年6月27日） |                                            |
| 我家是戰國 （2016年3月24日－2016年5月18日） | 終極一班4 （2016年6月27日－2016年9月16日）         |                                            |

### 海外
| 香港 J2 星期六、日 18:00-19:00               | 香港 J2 星期六、日 18:00-19:00             | 香港 J2 星期六、日 18:00-19:00 |
| -------------------------------------------- | ------------------------------------------ | ------------------------------ |
|                                              | 終極一班3 （2014年3月22日 - 2014年7月5日） |                                |
| 終極一班2 （2013年11月10日 - 2014年3月16日） | 海女 （2014年7月6日 - 2015年1月24日）      |                                |

| 佳樂台 星期六 22:30-00:00 | 佳樂台 星期六 22:30-00:00                  | 佳樂台 星期六 22:30-00:00 |
| ------------------------- | ------------------------------------------ | ------------------------- |
|                           | 終極一班3 （2013年9月7日 - 2014年1月18日） |                           |
| 新開時段                  | 台灣好歌聲 （2014年1月25日 -）             |                           |

## 大事記
2013年
- 03月13日，曾沛慈、文雨非、SpeXial出席《2013香港影視展》行前造勢記者會。[3]
- 04月18日，汪東城、曾沛慈、SpeXial、那維勳、張皓明、文雨非、小猴(邵崇柏)、黃安瑜、脩、蔡芷紜於八大電視台一樓大廳舉辦開鏡記者會。[4]
- 04月22日，本劇正式開拍。[5]
- 05月4日至06月30日，戲劇參與2013福隆國際沙雕藝術季，主要角色汪東城、曾沛慈、SpeXial被打造成人像沙雕。[6]
- 06月1日，SpeXial於福隆海水浴場舉行本劇沙雕活動。[7]
- 06月19日，汪東城、曾沛慈、SpeXial、張皓明、文雨非、小猴(邵崇柏)、黃安瑜於強恕高中舉行校園活動。[8]
- 06月19日，汪東城、曾沛慈、SpeXial於娛樂百分百LIVE出席宣傳活動。
- 06月28日，汪東城、曾沛慈、SpeXial於南強工商舉行校園活動。[9]
- 07月3日，汪東城、曾沛慈、SpeXial、那維勳、張皓明、文雨非、小猴(邵崇柏)、黃安瑜、脩、蔡芷紜、陳乃榮於欣欣秀泰舉行媒體首映會。[10]
- 07月3日，汪東城、曾沛慈於娛樂百分百參與百分百美廚娘PK大當家錄影宣傳活動。（07月26日播出）
- 07月3日，汪東城、曾沛慈於娛樂百分百LIVE出席宣傳活動。
- 07月13日，汪東城、曾沛慈、SpeXial於娛樂百分百舉行終極一班3粉絲同樂會。
- 07月18日，曾沛慈、SpeXial於北京出席宣傳活動。[11]
- 08月4日，汪東城、曾沛慈、SpeXial、張皓明、文雨非、黃安瑜、蔡芷紜、陳乃榮於五鐵秋葉原廣場舉行終極一班3見面會。[12]
- 08月6日，汪東城殺青。[13]
- 08月7日至13日，YAHOO!奇摩娛樂調查站票選「最新偶像劇中，「最順眼」的情侶檔是？」曾沛慈、汪東城獲得第2名（得票率22 %〈總票數38,196〉）。[14]
- 08月13日，曾沛慈、SpeXial於五鐵秋葉原廣場出席代言行政院所主辦的「終極反毒PK賽」。[15]
- 08月20日，東城衛‧脩殺青。[16]
- 08月1日至31日，本劇新浪微博票選「❤浪漫七夕，你最想和終極一班3哪個組合共進浪漫晚餐呢？」（總票數114211）大東/雷婷第1名（35569票），中萬鈞/裘球第2名（17986票），那個誰/厲嫣嫣第3名（16866票）。[17]
- 09月4日，小猴(邵崇柏)、張皓明、那維勳殺青。[18][19][20]
- 09月5日，明殺青。[21]
- 09月5日，曾沛慈、SpeXial出席2013台北電視節揭幕儀式。[22]
- 09月5日，汪東城於北京出席優酷網《終極一班3》慶功特別節目。[23]
- 09月6日，阿西、阿嬌殺青。[24]
- 09月6日至08日，曾沛慈、SpeXial於新加坡出席宣傳活動。[25]
- 09月7日，曾沛慈、SpeXial於新加坡參與超級夜總會錄影宣傳活動。（09月14日播出）[26]
- 09月9日，蔡芷紜、黃安瑜、曾沛慈、陳乃榮、子閎、應采靈、安唯綾殺青。

- 09月10日，偉晉、文雨非、宏正及全劇殺青。[34][35]
- 09月11日，本劇於台北冶春 揚州風味餐廳舉辦殺青酒會。[36]
- 09月24日至28日，新浪微博票選「哪一個偶像劇男女主角在劇中受傷或是生病的模樣，最讓你想照顧他呢?」（總票數17828）終極一班3 被毆打的大東汪東城飾 第1名（6,638票（52.9%））。[37]
- 11月28日至12月8日，新浪微博票選「最帥戲劇校草」（總票數6061）終極一班3-汪東城 第一名（3335票（65%））。[38]
- 11月28日至12月8日，新浪微博票選「最美戲劇校花」（總票數5059）終極一班3-曾沛慈 第一名（2753票（68.8%））。[39]
- 12月6日至07日，曾沛慈與SpeXial於香港出席宣傳活動，並於寧波公學舉行粉絲狂歡大派對。[40]
- 12月17日，終極一班奪下Google年度台灣關鍵字搜尋排行榜【行動搜尋：熱門電視劇排行榜】第二名。[41]

## 周邊商品

### 飾品
| 出版日期       | 出版商          | 商品系列                                          | 款式                                                                                  |
| 2013年7月15日  | STORY ACCESSORY | 終極一班3 - 古字戒系列                            | 【東】、【雷】、【卍】、【龍】、【寶】 【誰】、【球】、【脩】、【戰】、【武】、【嫣】 |
| 2013年8月4日   | STORY ACCESSORY | 終極一班3 - KO鍊                                  | 【火焰版】、【柔情版】                                                                |
| 2013年9月27日  | STORY ACCESSORY | 終極一班3 - 終極古字徽章 教師限定版               | 【曹】曹吉利款、【寒】蔡雲寒款                                                        |
| 2013年10月1日  | STORY ACCESSORY | 終極一班3 - 終極古字徽章 〈十大KO好漢慶國慶〉系列 | 【卍】中萬鈞款                                                                        |
| 2013年10月2日  | STORY ACCESSORY | 終極一班3 - 終極古字徽章 〈十大KO好漢慶國慶〉系列 | 【嫣】厲嫣嫣款                                                                        |
| 2013年10月3日  | STORY ACCESSORY | 終極一班3 - 終極古字徽章 〈十大KO好漢慶國慶〉系列 | 【球】裘球款                                                                          |
| 2013年10月4日  | STORY ACCESSORY | 終極一班3 - 終極古字徽章 〈十大KO好漢慶國慶〉系列 | 【脩】脩款                                                                            |
| 2013年10月5日  | STORY ACCESSORY | 終極一班3 - 終極古字徽章 〈十大KO好漢慶國慶〉系列 | 【誰】那個誰款                                                                        |
| 2013年10月6日  | STORY ACCESSORY | 終極一班3 - 終極古字徽章 〈十大KO好漢慶國慶〉系列 | 【武】止戈款                                                                          |
| 2013年10月7日  | STORY ACCESSORY | 終極一班3 - 終極古字徽章 〈十大KO好漢慶國慶〉系列 | 【龍】花靈龍款                                                                        |
| 2013年10月8日  | STORY ACCESSORY | 終極一班3 - 終極古字徽章 〈十大KO好漢慶國慶〉系列 | 【戰】辜戰款                                                                          |
| 2013年10月11日 | STORY ACCESSORY | 終極一班3 - 終極古字徽章 〈十大KO好漢慶國慶〉系列 | 【東】汪大東款、【雷】雷婷款                                                          |
| 2013年10月11日 | STORY ACCESSORY | 終極一班3 - 終極古字徽章                          | 專用蒐集掛軸                                                                          |
| 2013年10月25日 | STORY ACCESSORY | 終極一班3 - 騎士風系列                            | 【守護+信仰】對鍊                                                                     |
| 2013年10月25日 | STORY ACCESSORY | 終極一班3 - 騎士風系列                            | 【守護+信仰】鑰匙圈                                                                   |
| 2014年1月15日  | STORY ACCESSORY | 終極一班3 - 古字戒系列 【紀念版】                 | 【東】字戒.黑金版                                                                     |
| 2014年1月15日  | STORY ACCESSORY | 終極一班3 - 古字戒系列 【紀念版】                 | 【雷】字戒.玫瑰金版                                                                   |

### 書籍
| 出版日期       | 出版商   | 書名                   |
| 2013年7月10日  | 水靈文創 | 終極一班3 酷帥寫真     |
| 2013年8月7日   | 水靈文創 | 終極一班3 戰力筆記書   |
| 2013年10月17日 | 水靈文創 | 終極一班3 寫真撲克牌   |
| 2013年10月27日 | 水靈文創 | 終極一班3 閃光戰鬥寫真 |

### 耳機
| 出版日期       | 出版商            | 商品系列   | 款式                               |
| 2013年11月18日 | TOPlay 聽不累耳機 | 聽不累耳機 | 龍紋鏊典藏版（龍紋黑）、（雷霆白） |

## 外部連結
- 八大《終極一班3》官方網站 （页面存档备份，存于）
- 終極一班微博名人堂 - 新浪微博台灣站
- 香港無綫電視《終極一班3》官方網站 （页面存档备份，存于）